# Kampf um Sperren

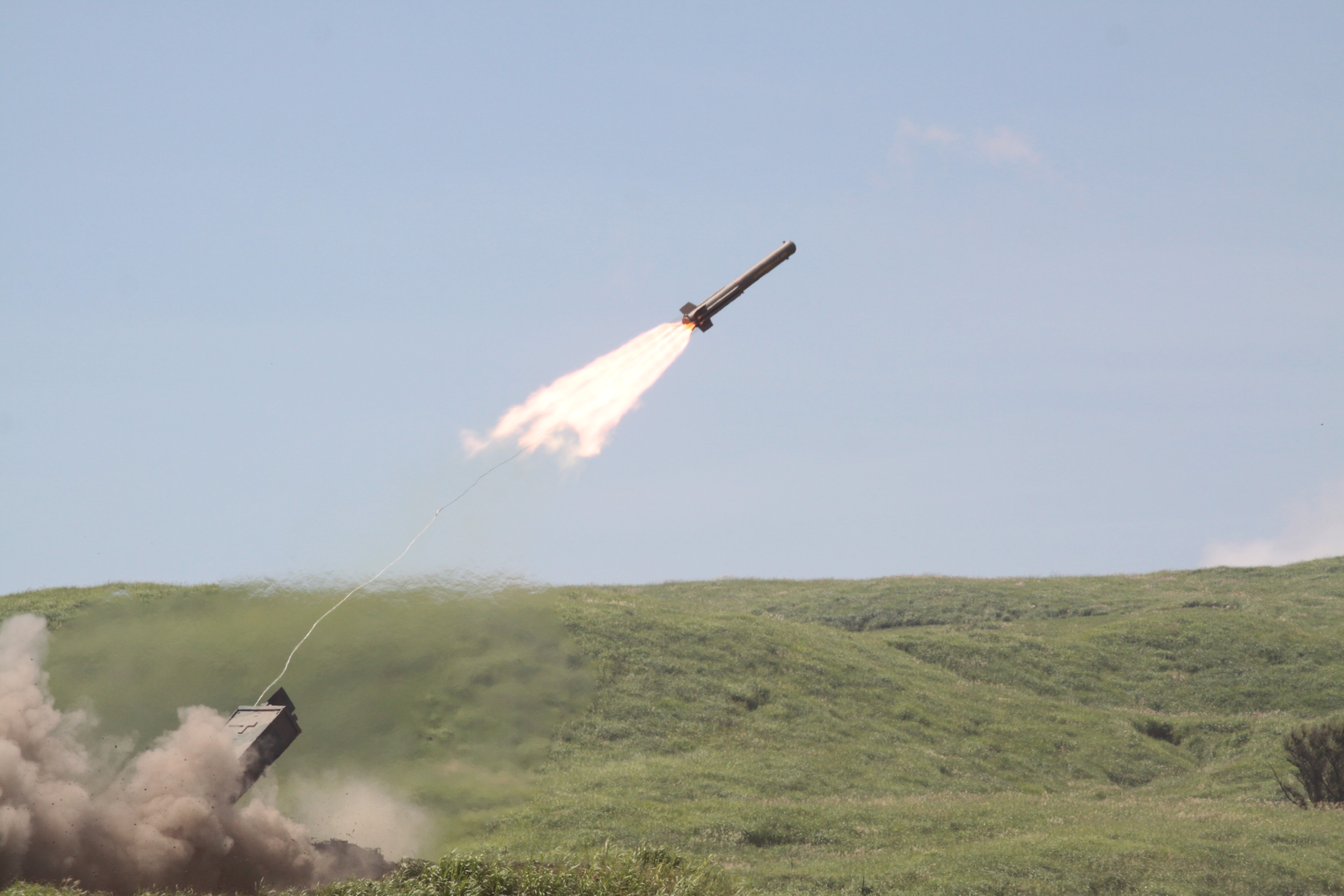
Abschuss einer Typ 92 Minenräumleiter

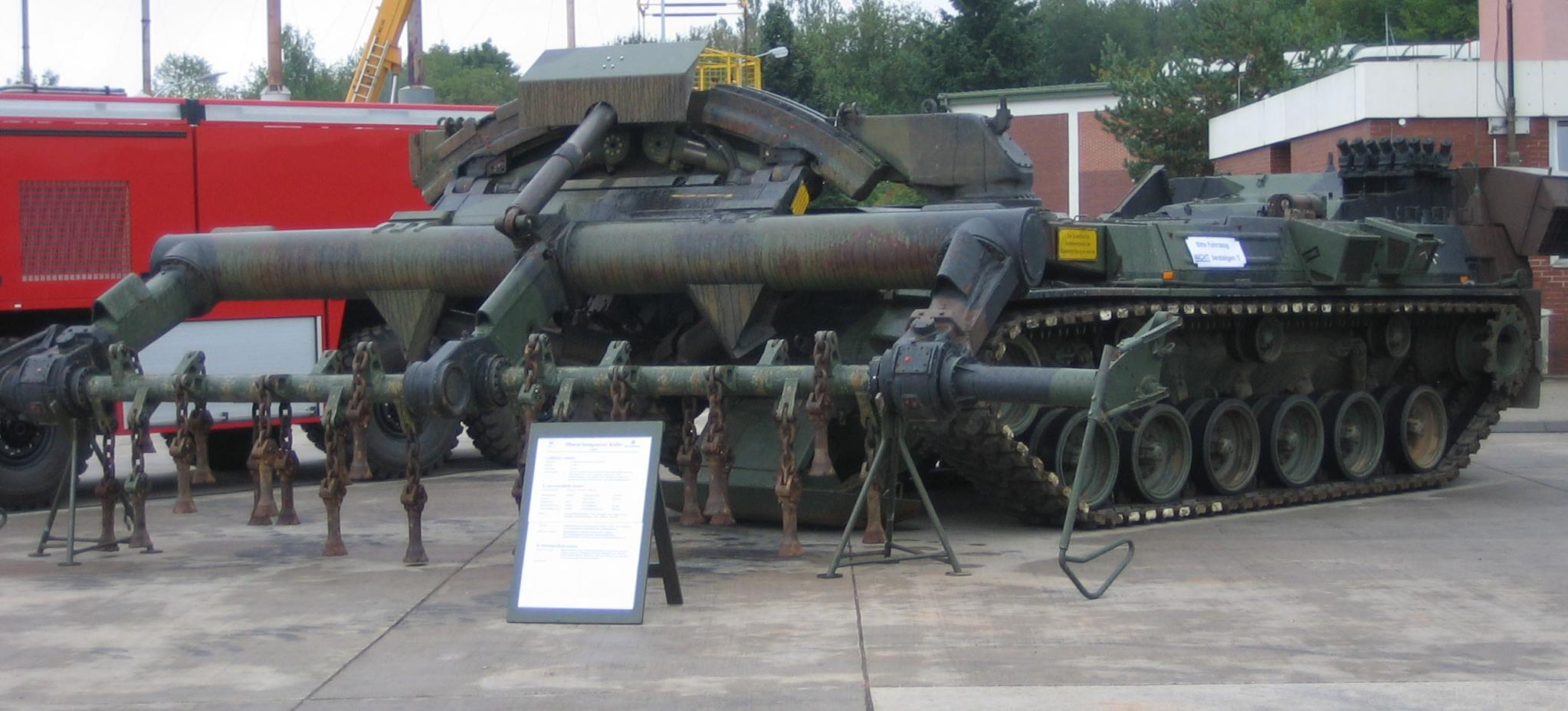
Minenräumpanzer Keiler

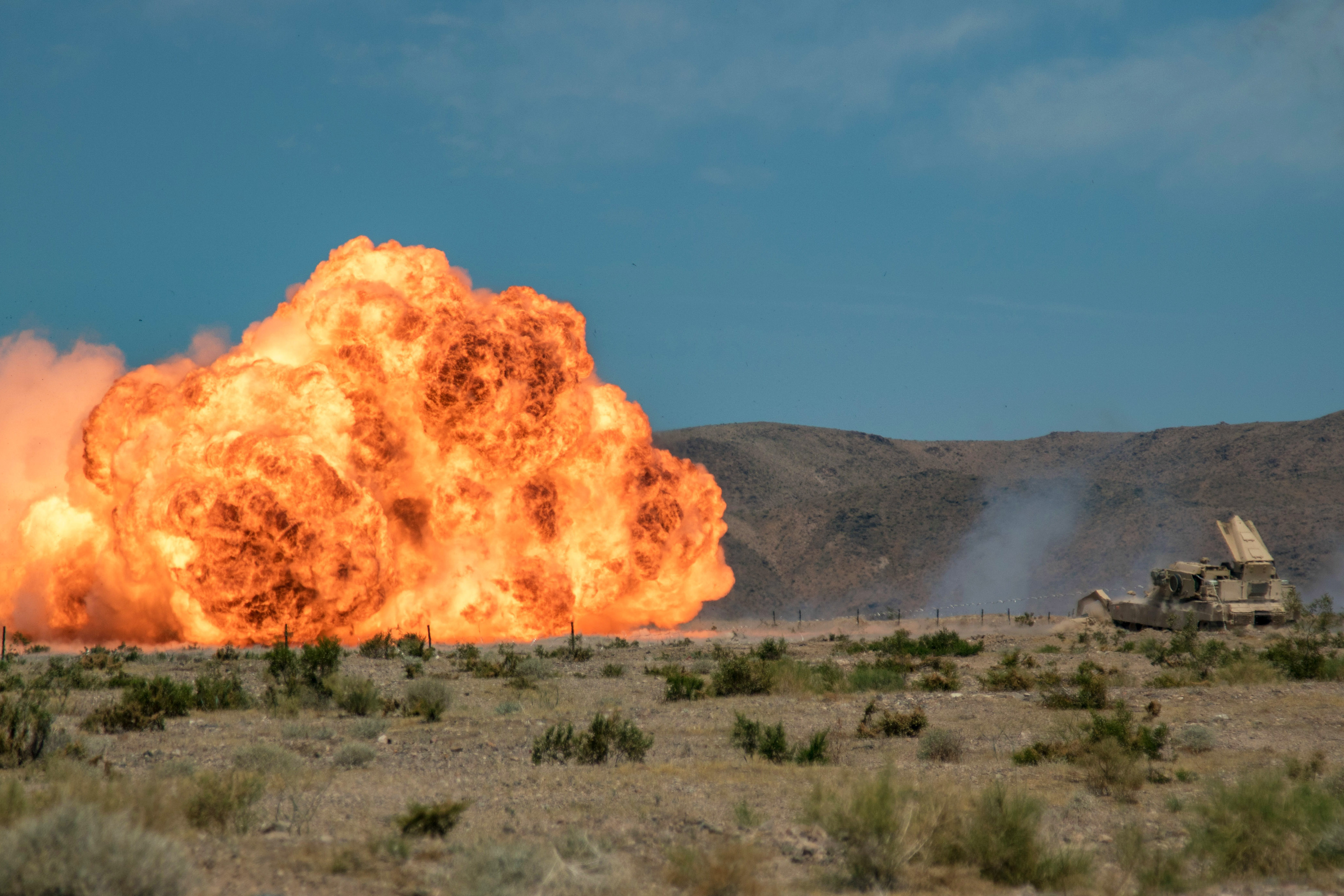
Detonation einer ausgelösten Minenräumleiter

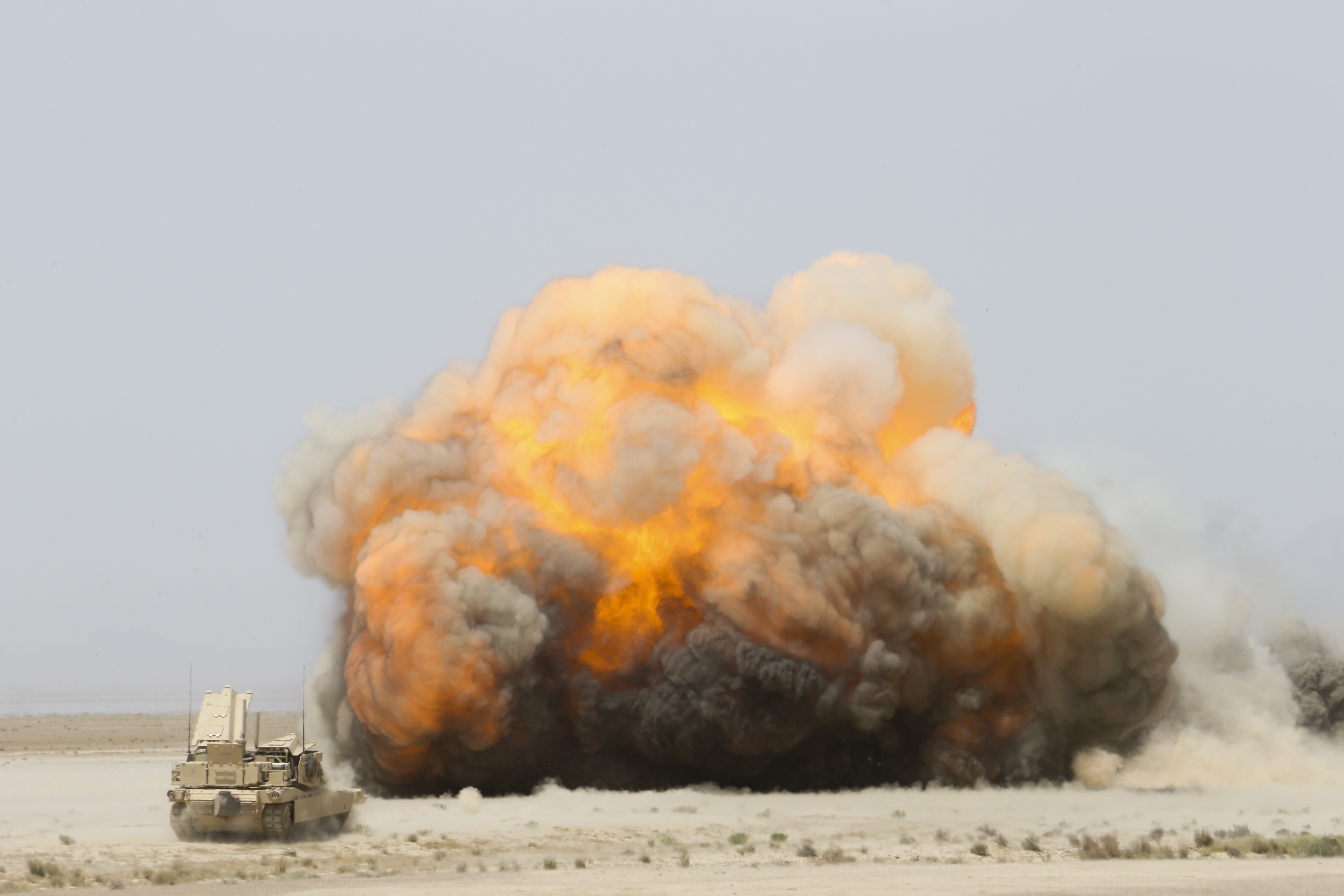
ausgelöste MICLIC Minenräumleiter

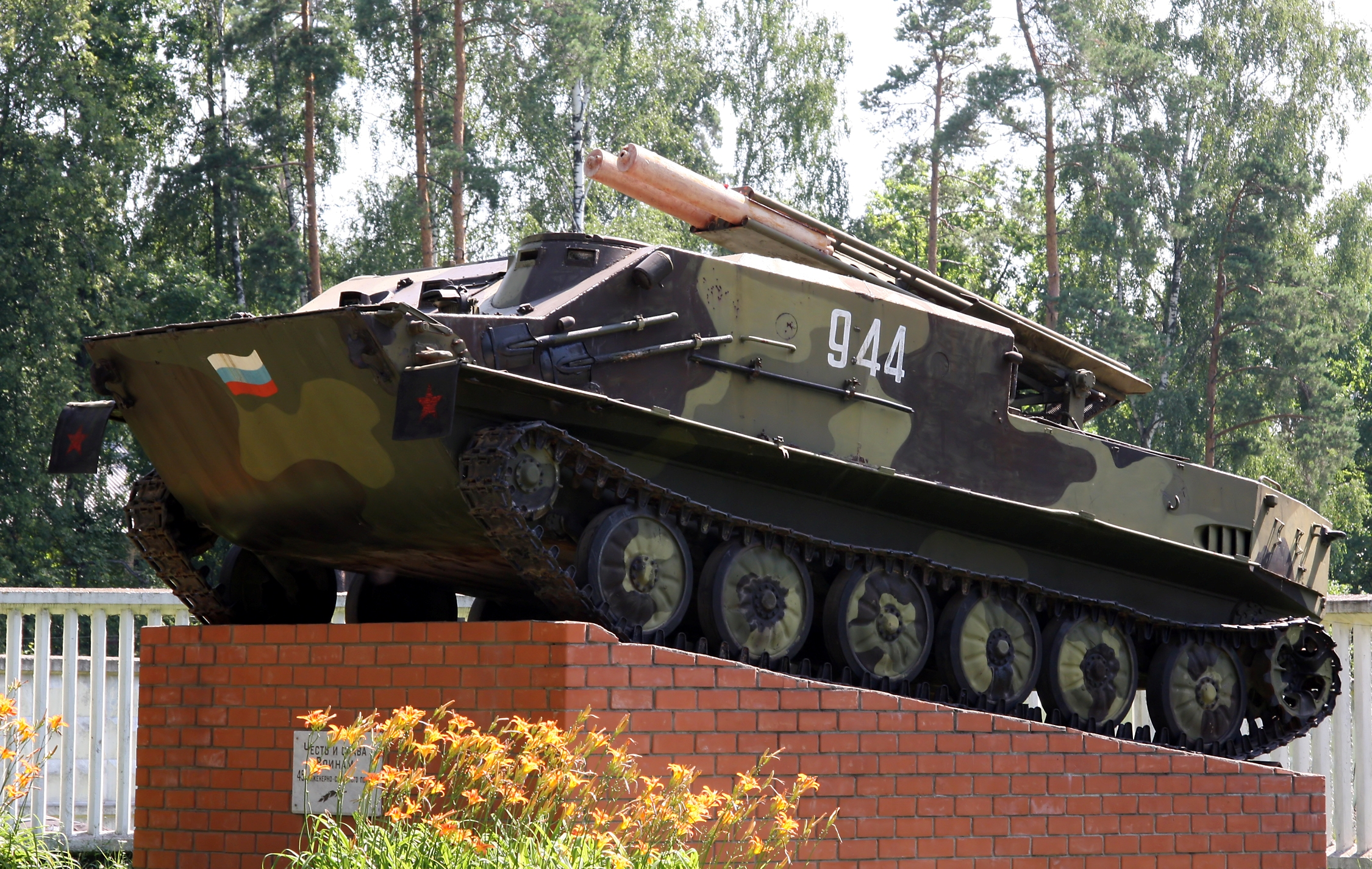
Minenräumpanzer UR-67 des Warschauer Paktes

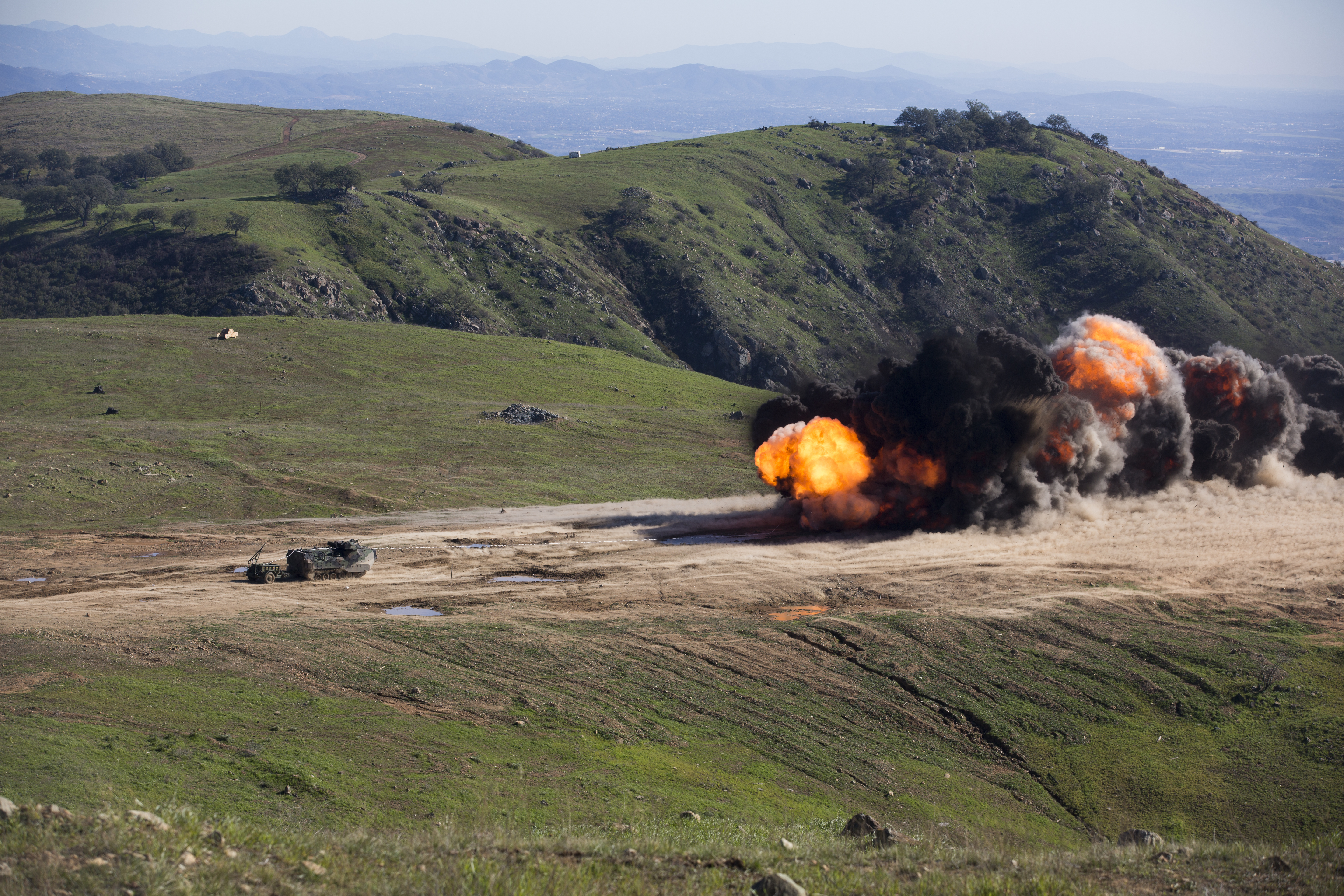
Auslösung einer Minenräumleiter auf der Übung IRON FIST 2016

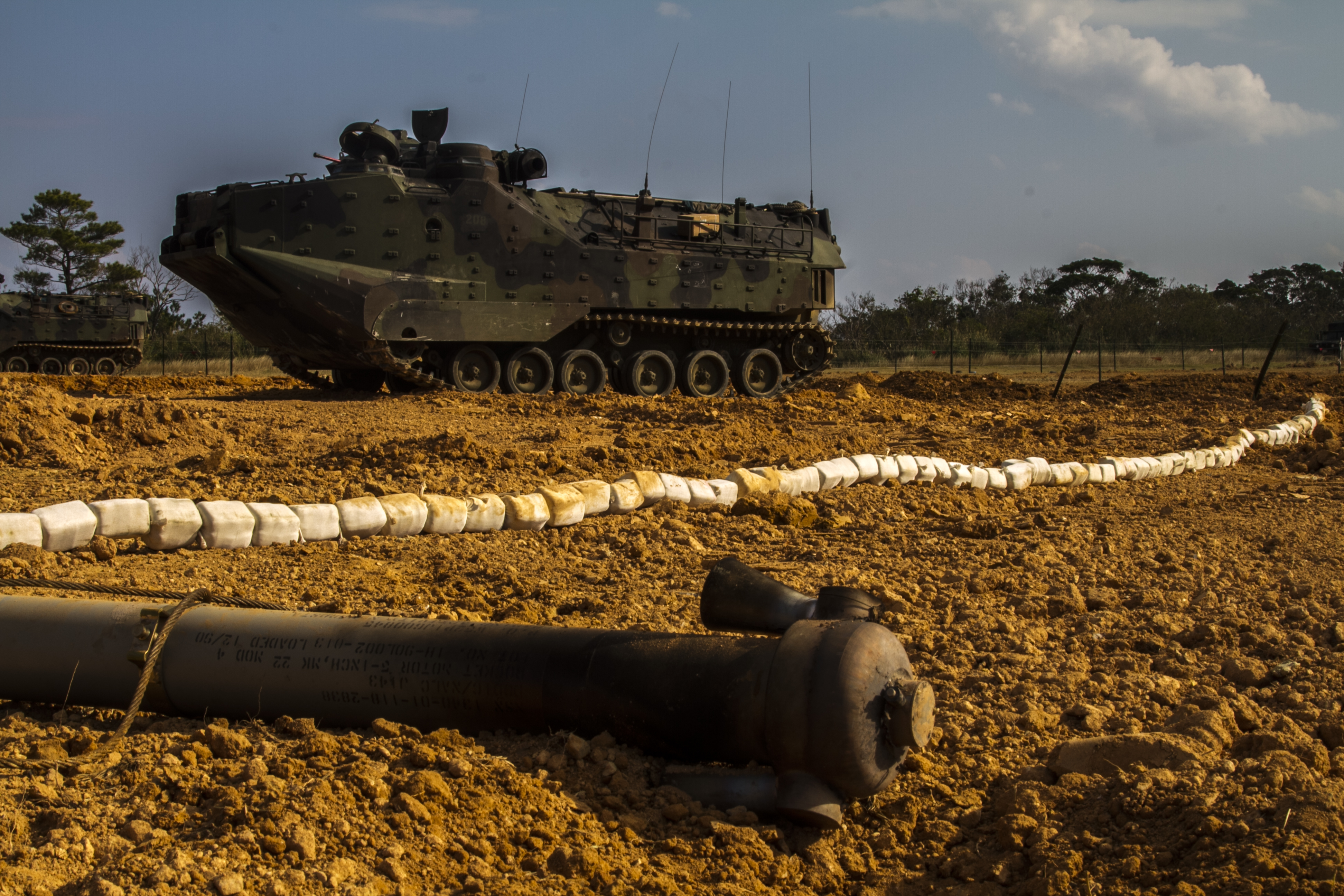
ausgelegte Minenräumleiter

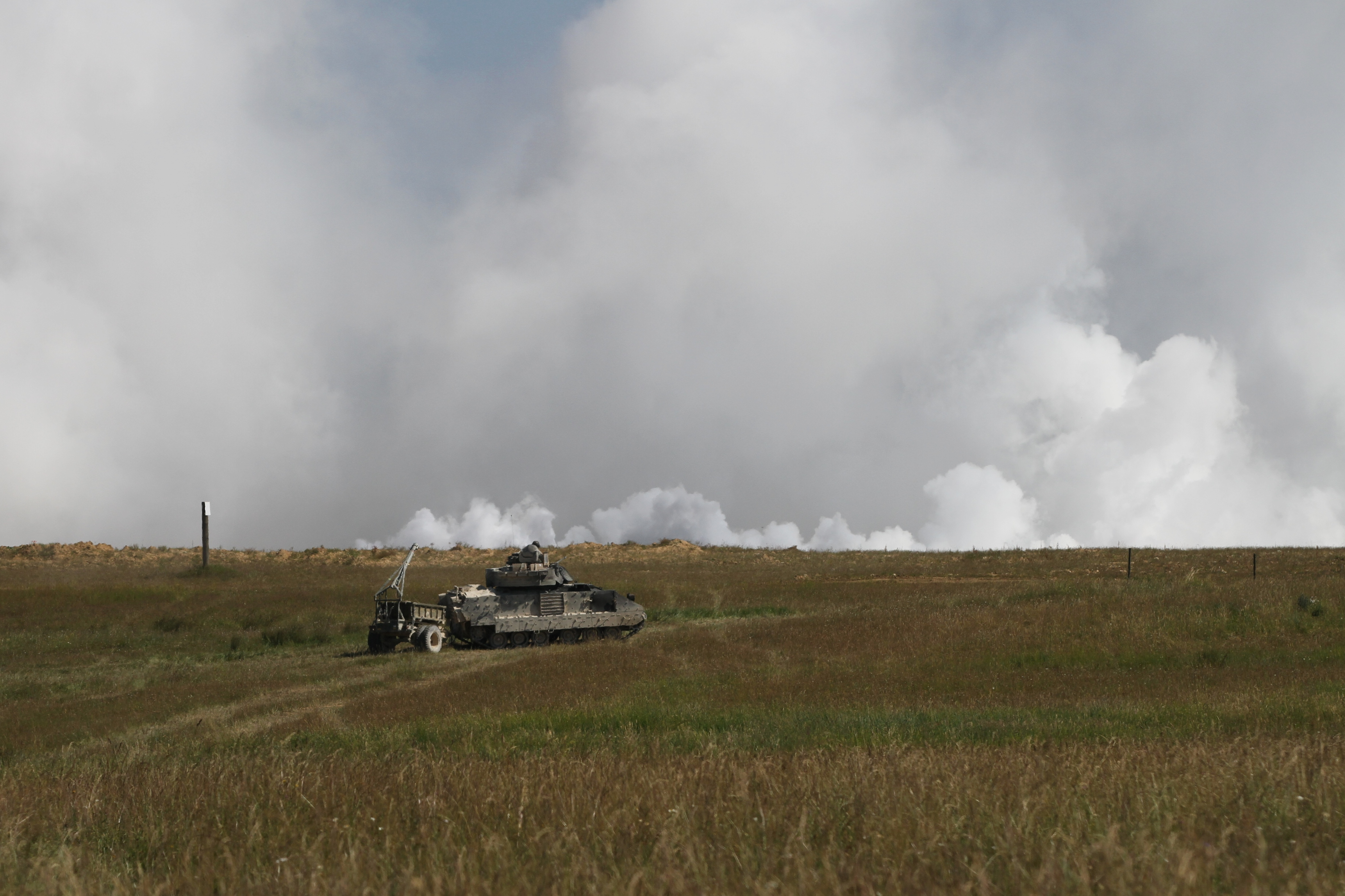
Pionierübung auf dem Truppenübungsplatz Grafenwöhr

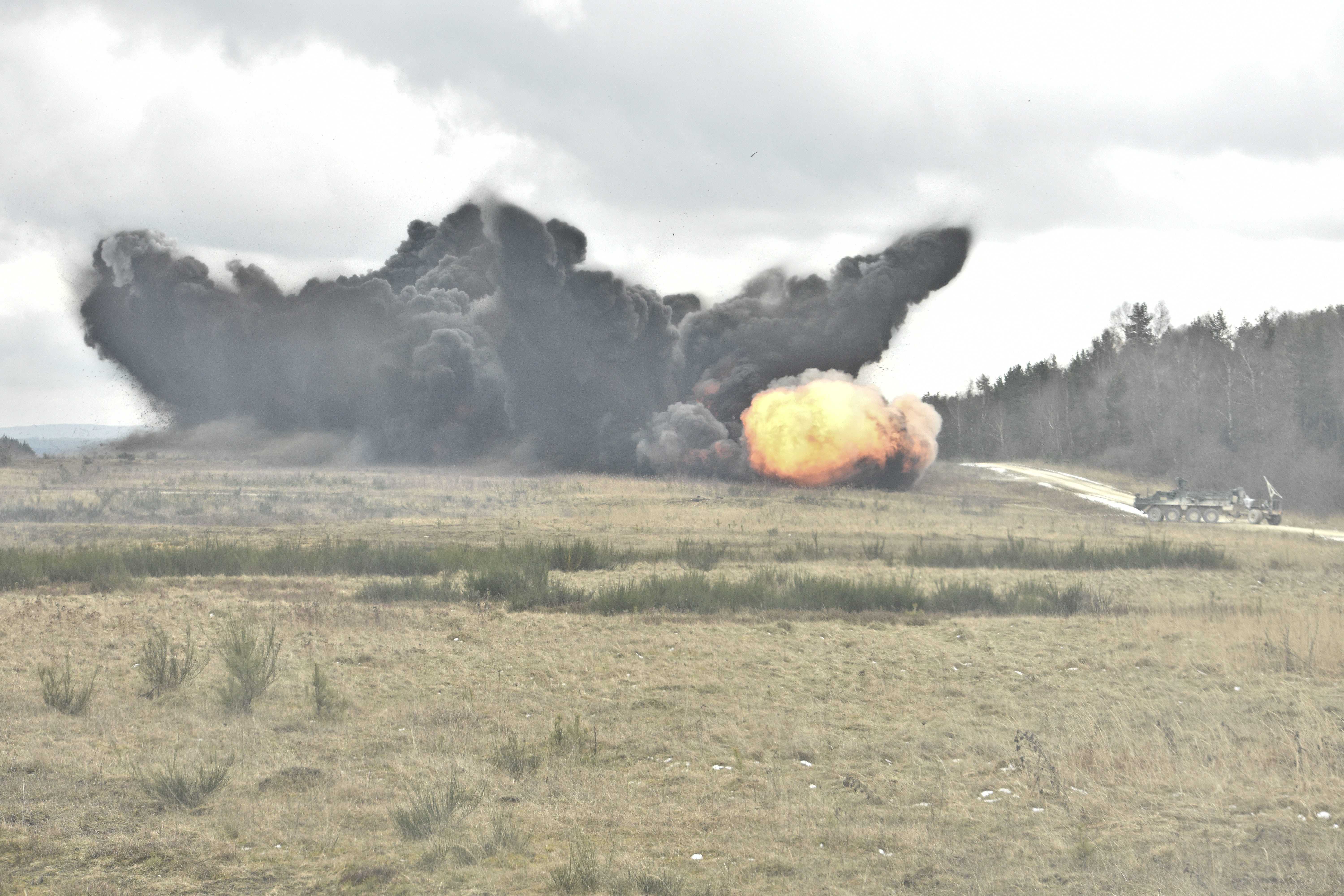
Detonation einer Minenräumleiter

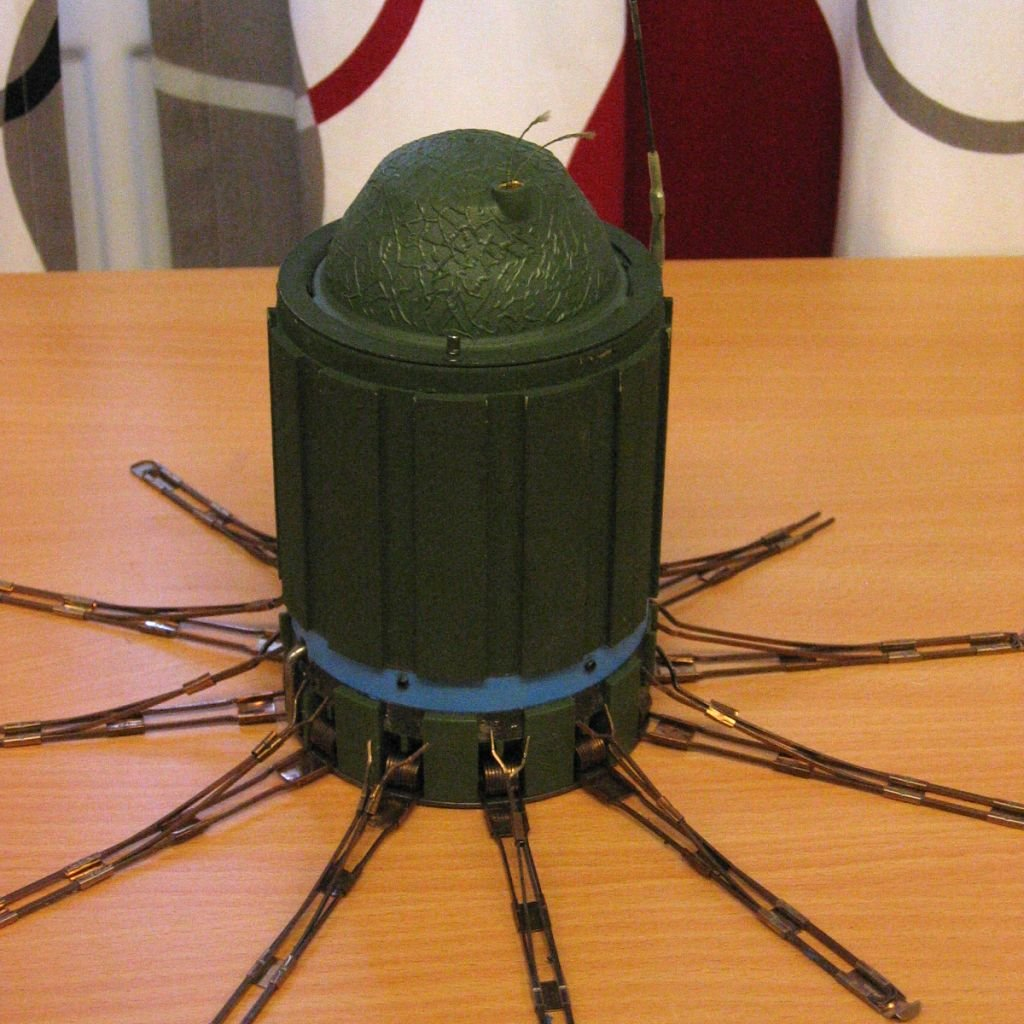
AT-2 Panzerabwehrmine

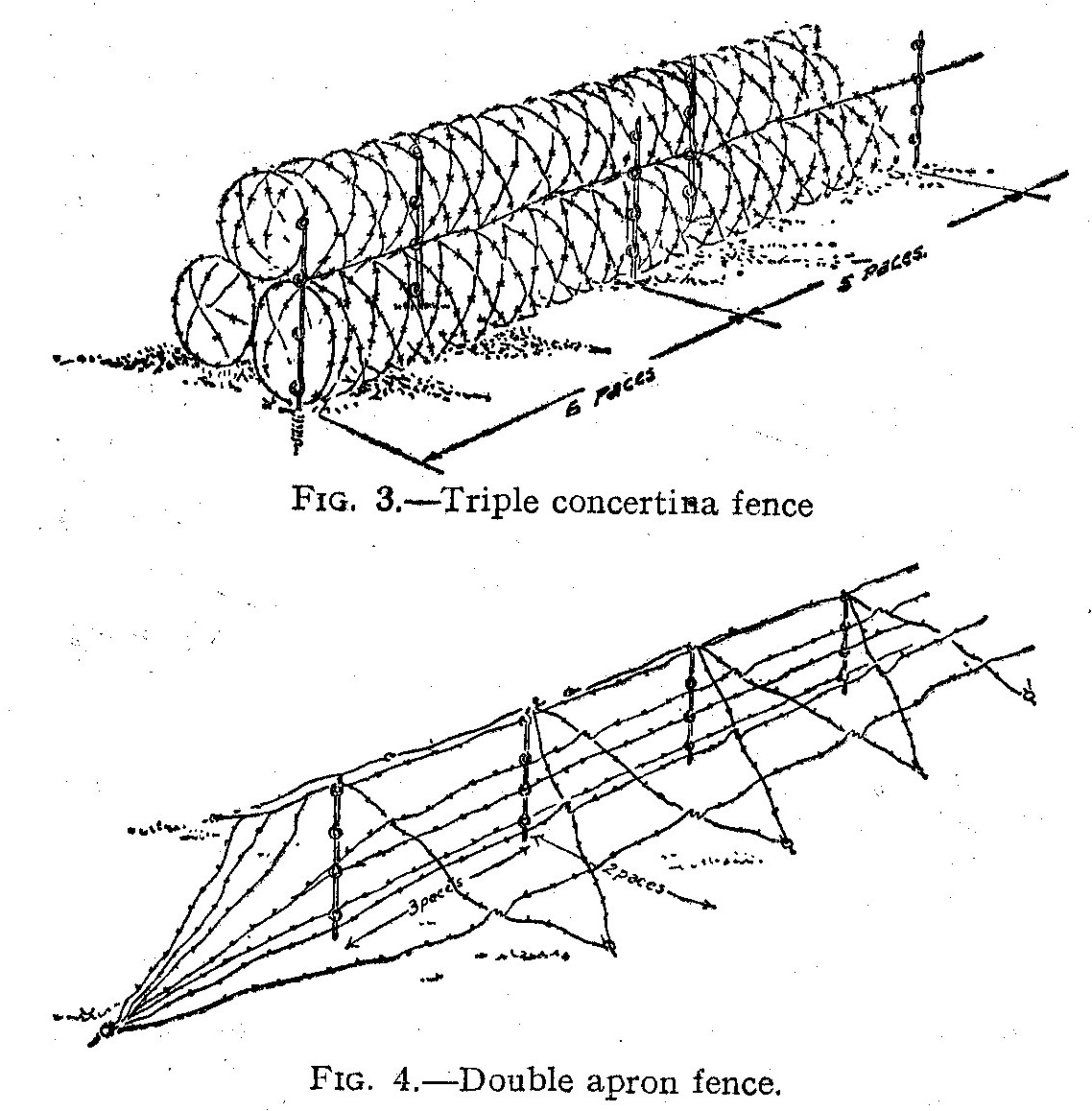
Drahtsperre

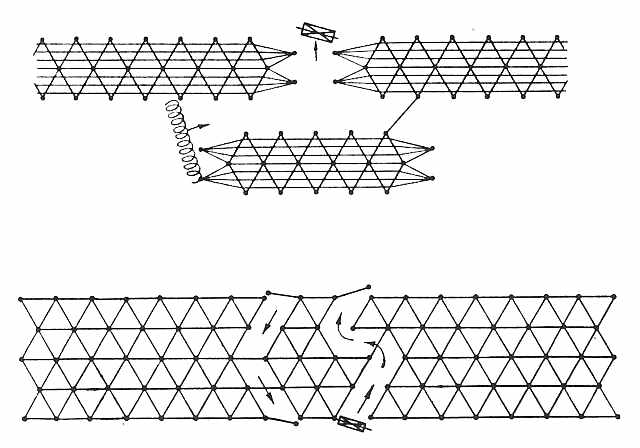
Kombination aus Flandernzäunen und Drahtverhau

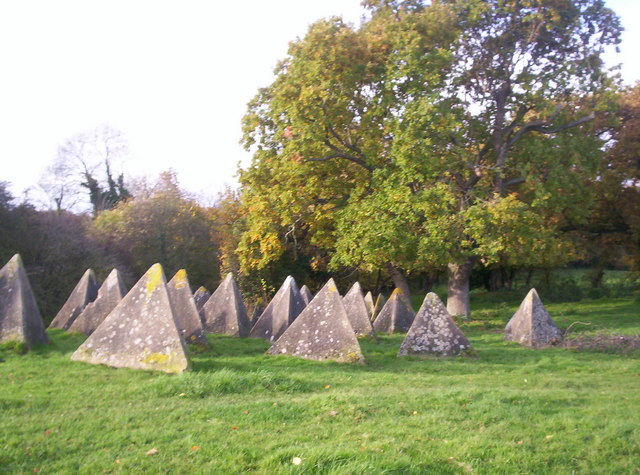
Panzerhindernis

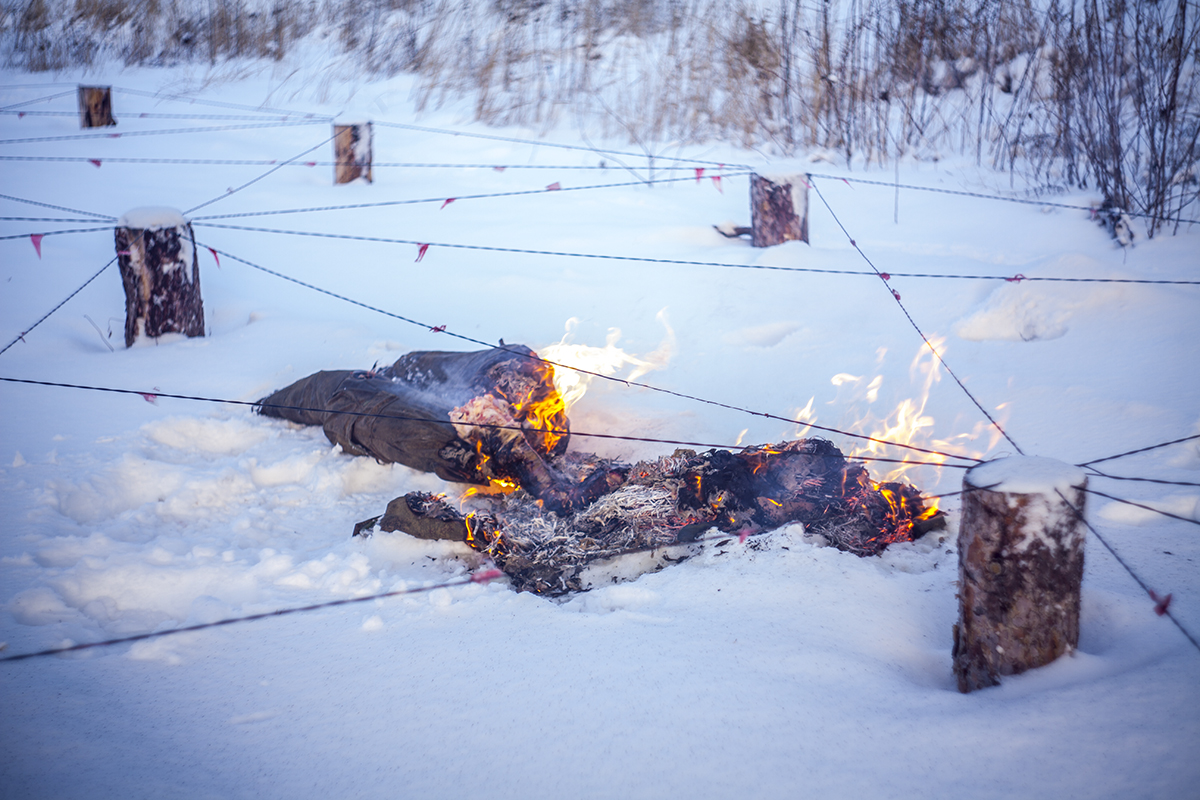
Einfaches Drahthindernis der 3. Mot-Schützendivision für Übungszwecke

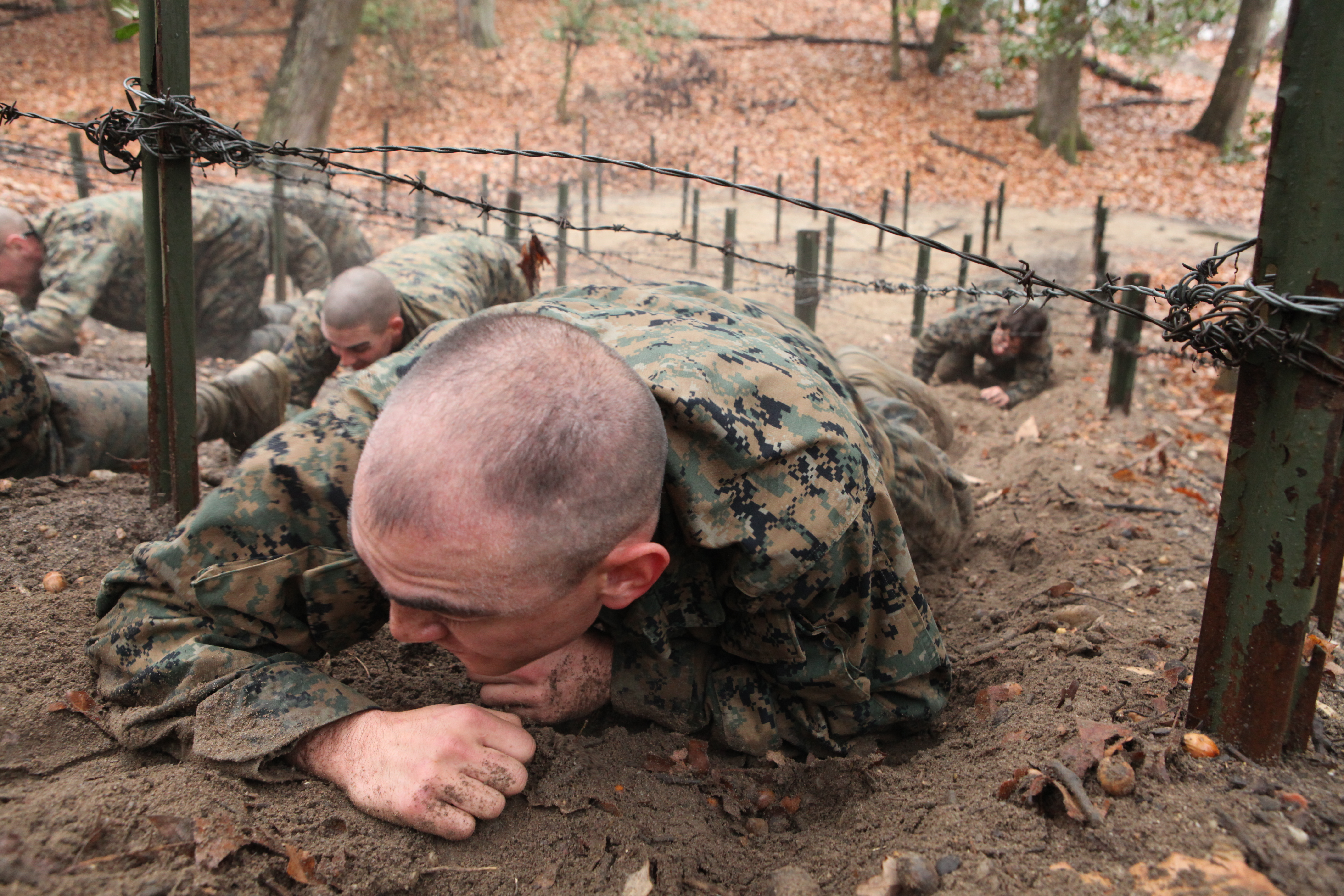
Marineinfanteristen üben das Überwinden eines niedrigen Drahthindernisses

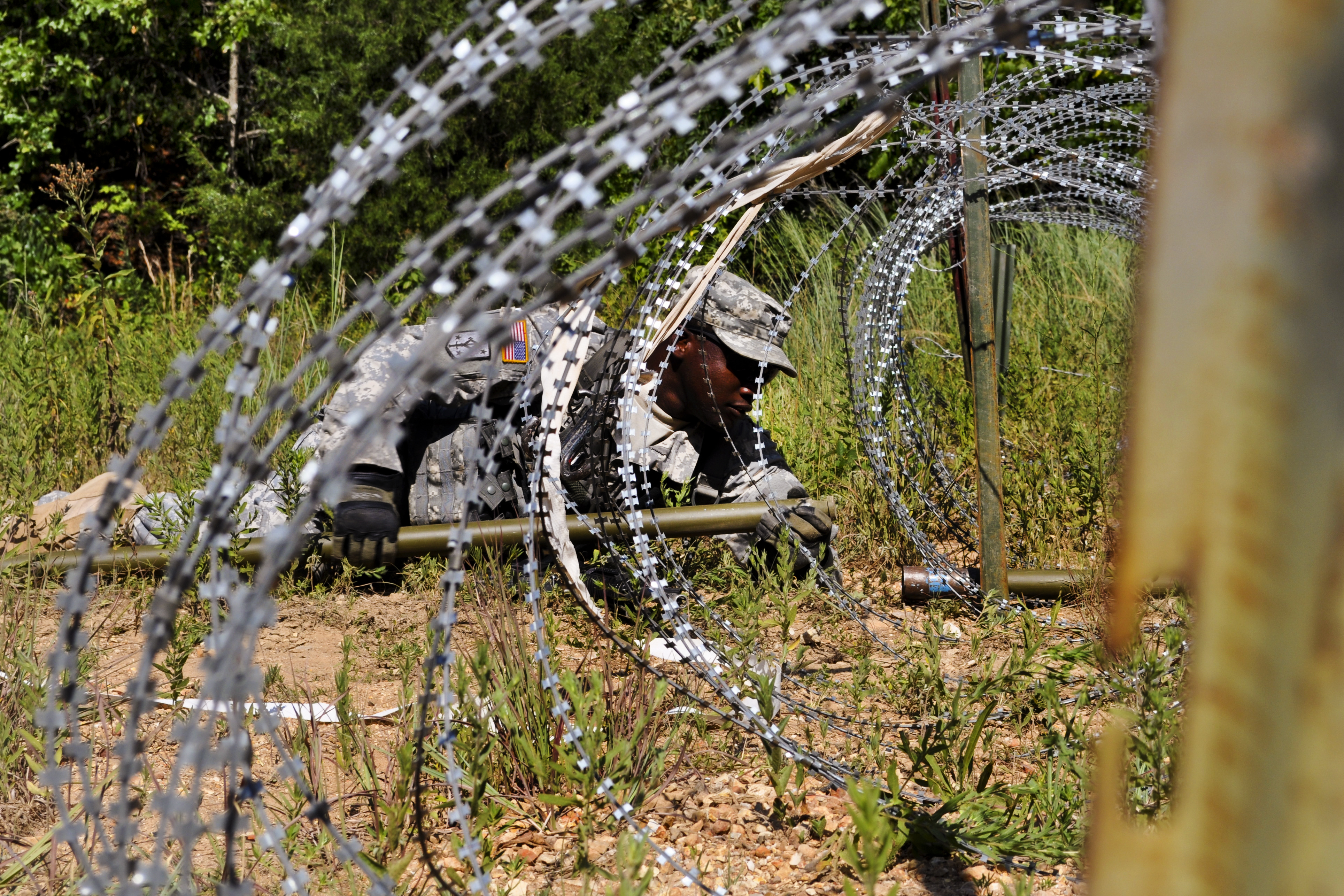
Öffnen einer Drahtsperre mit einem Sprengrohr

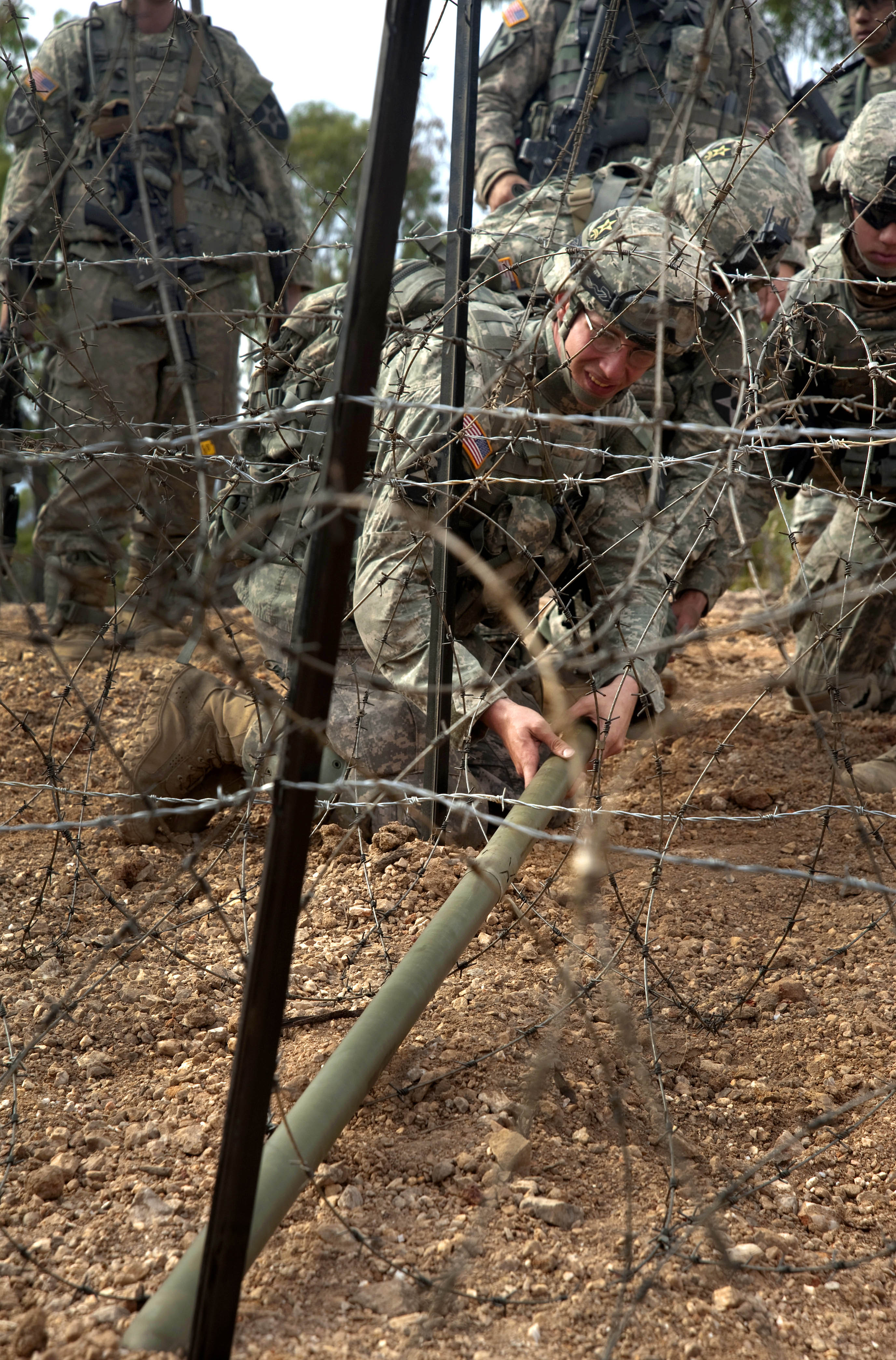
Pioniere beim Einführen eines Sprengrohres unter ein Drahthindernis

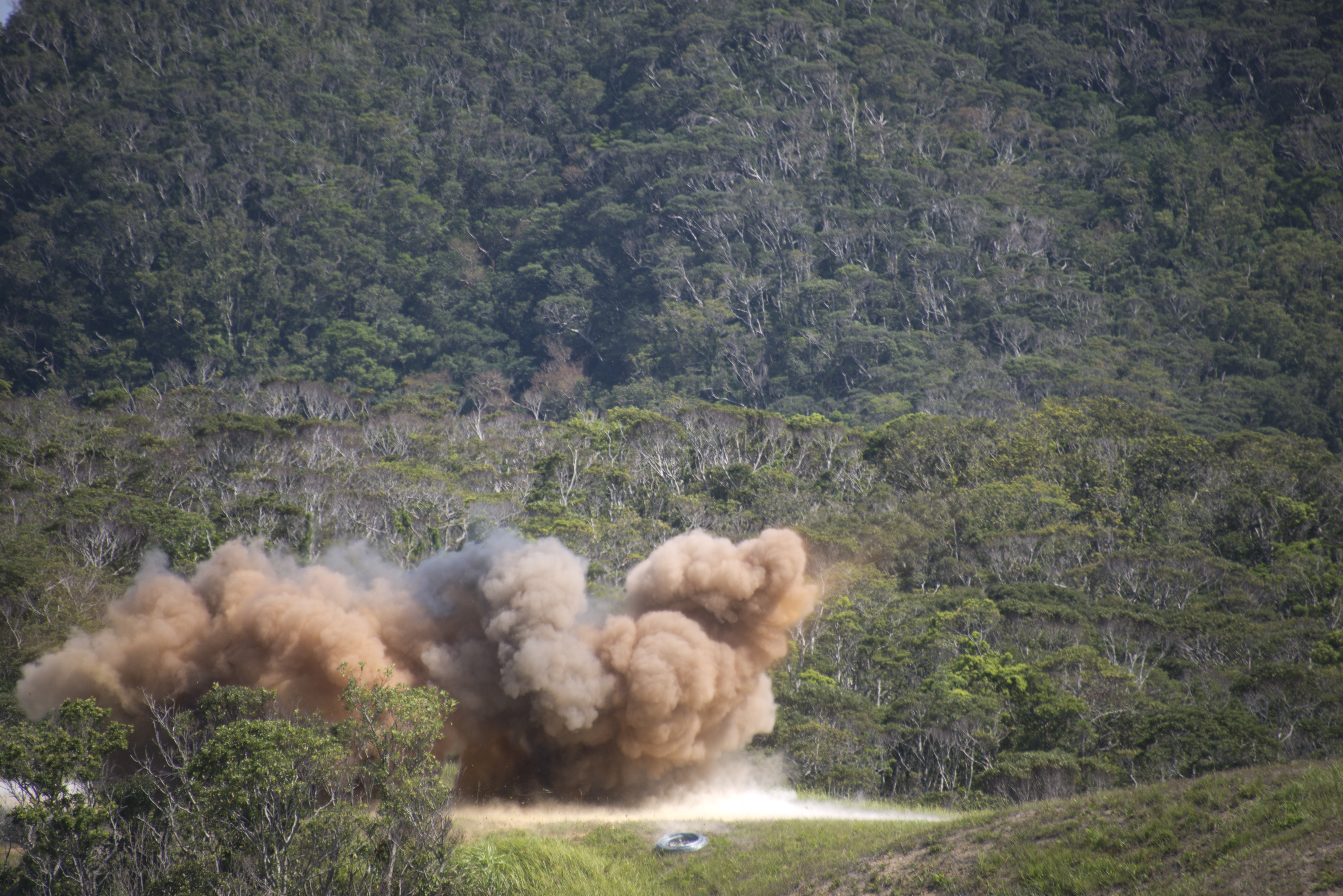
Pioniere öffnen ein Drahthindernis

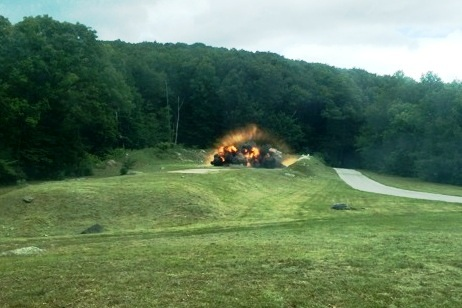
Sprengübung der Pioniere

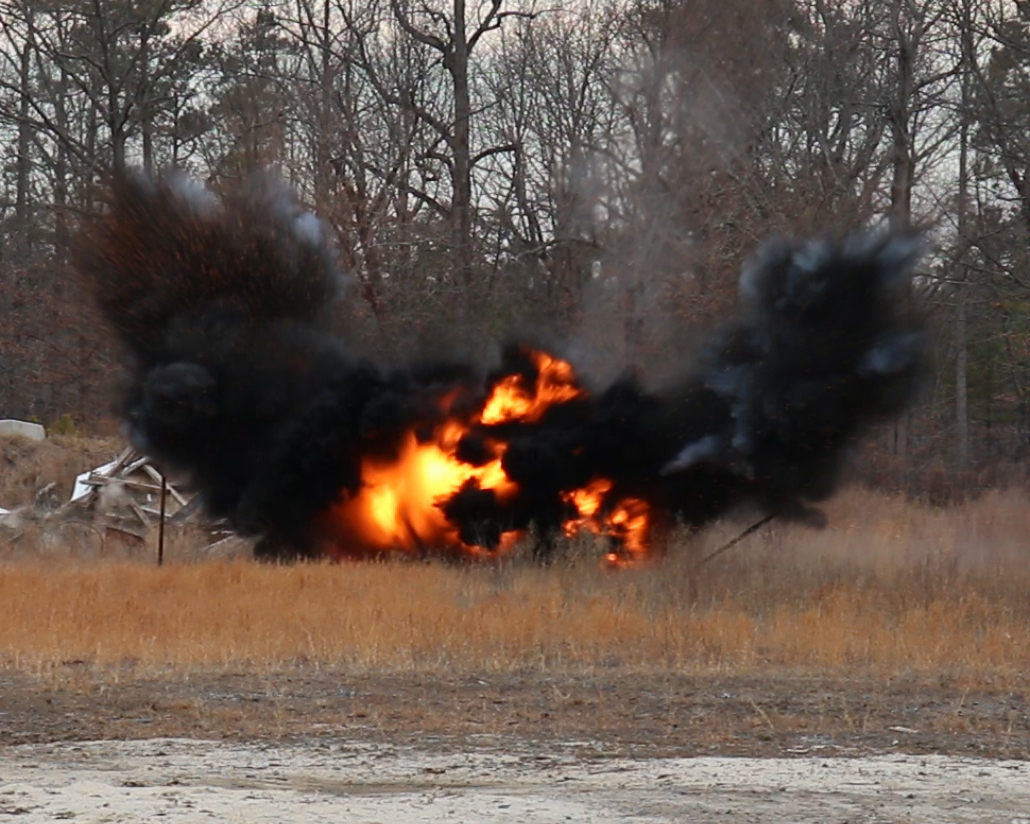
Sprengübung der Pioniere mit Sprengrohren

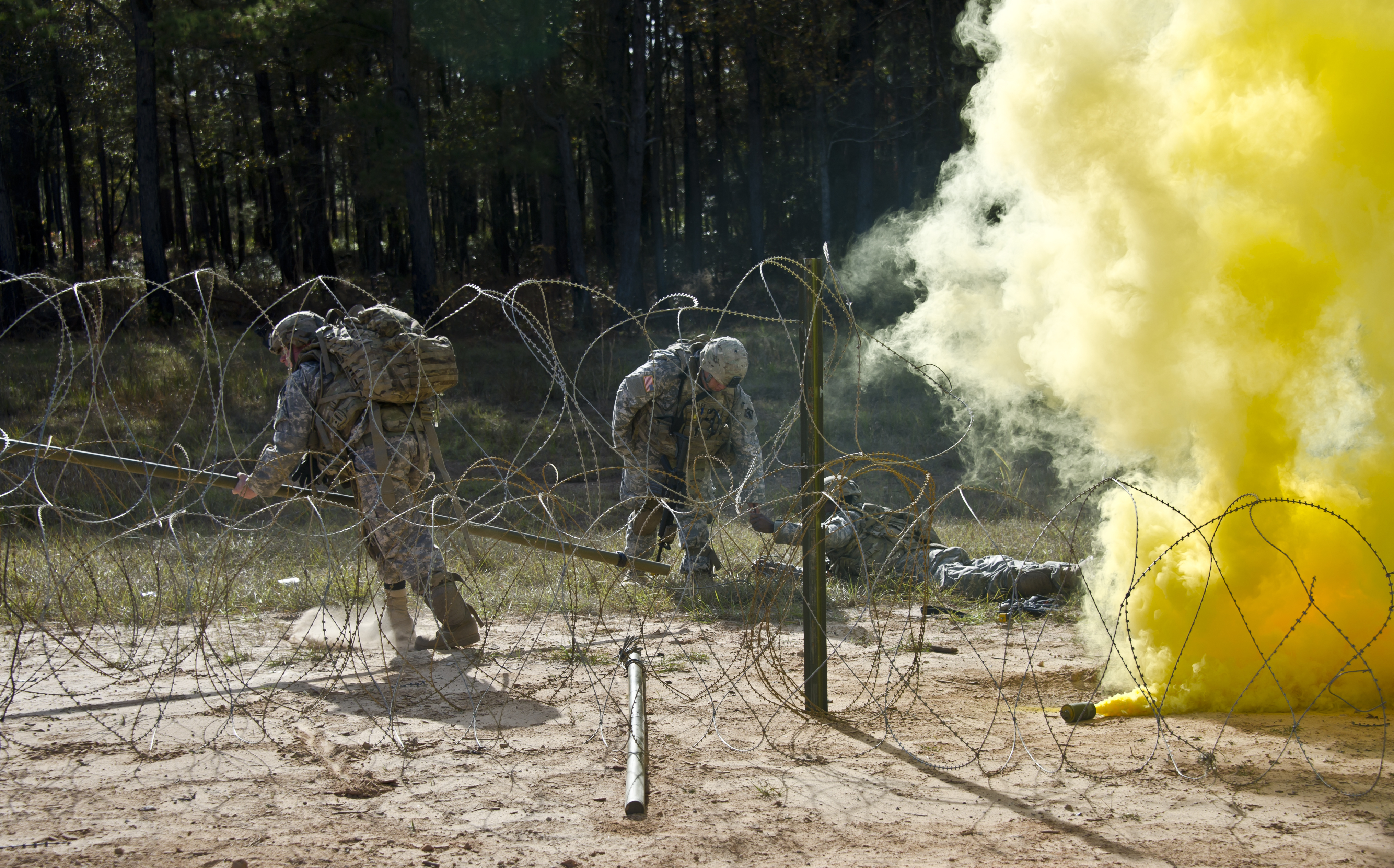
Pioniere öffnen eine Drahtsperre unter WK II-Bedingungen unter dem Schutz einer Nebelwand

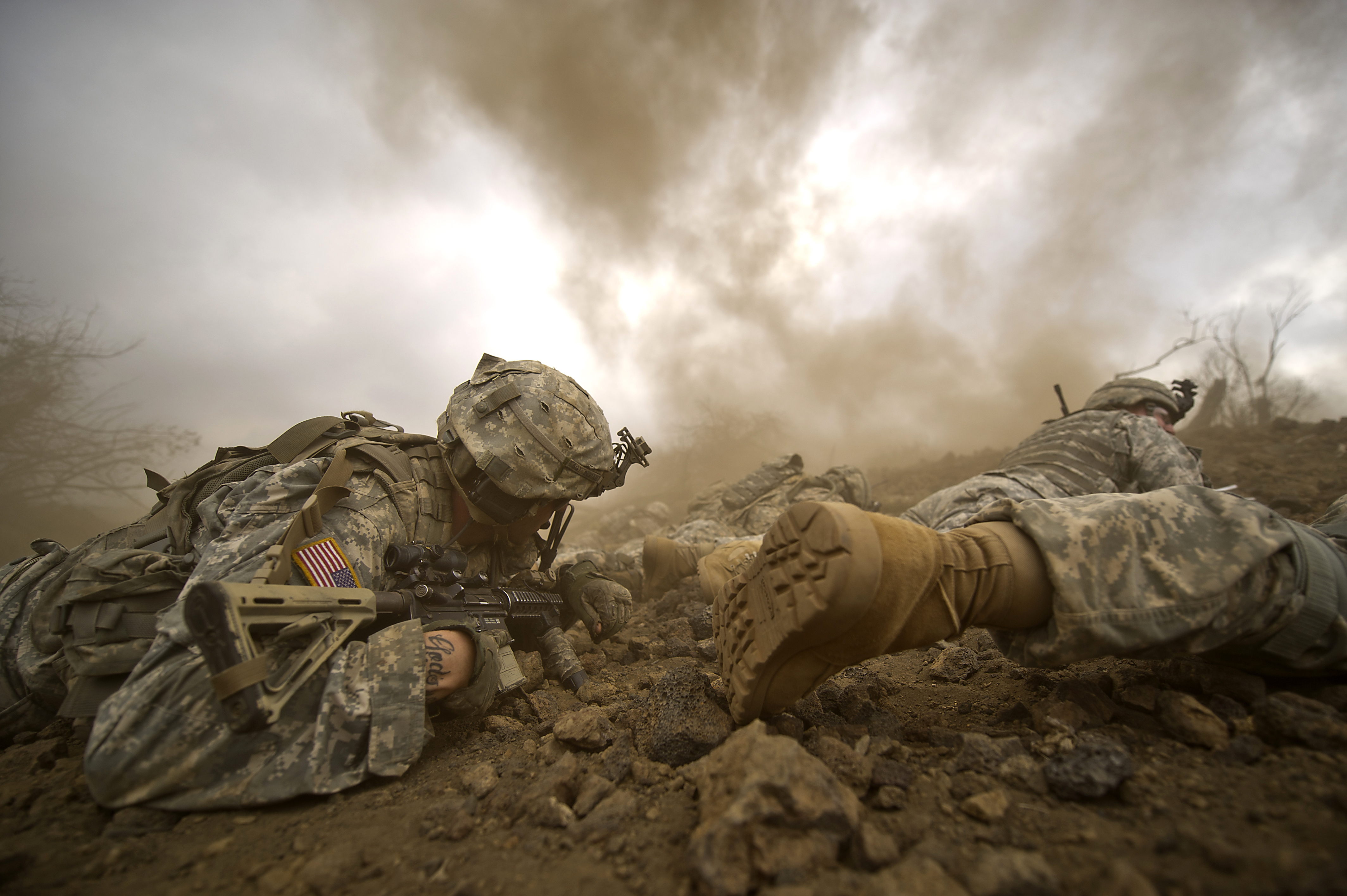
„Live Fire Exercise“ und Sprengung eines Drahthindernisses

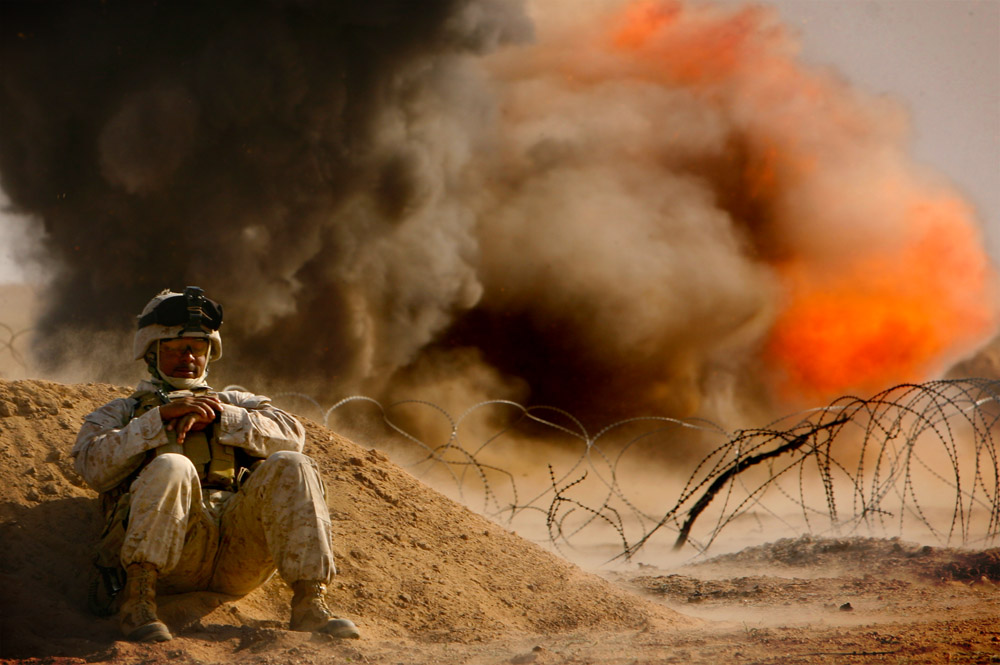
US-Marine hinter einem explodierenden Drahthindernis

Der Kampf um Sperren durch Kampftruppen (Sicherung und Überwachung durch Panzer, Panzergrenadiere, Jäger, Mot-Schützen) oder Artillerie, die Minenräumung durch Pioniere (Panzerpioniere mit entsprechendem Großgerät) sowie der Kampf mit Sperren sind wichtige Aspekte eines modernen Panzerkrieges. Im Kalten Krieg spielten Panzerabwehrminen sowohl auf Seiten des Verteidigers, als auch auf Seiten des Angreifers eine große Rolle. Während der Verteidiger bestrebt war, einen Panzervormarsch durch ein Netz von Panzerminensperren im Gelände zu verlangsamen und in eine gewünschte Richtung zu kanalisieren, war der Angreifer auf der anderen Seite bestrebt, diese Minen zu umgehen oder sie so rasch wie möglich zu räumen. Diese Minensperren konnten Verlege- (VerlegeMiSpe), Richt- (RichtMiSpe) und Wurfminensperren (WurfMiSpe) gemäß Sperrplan der Pioniere sein. Daneben konnten auch Scheinminensperren angelegt sein, um den Gegner vor der Inbesitznahme dieses Raumes abzuhalten, seine Absicht zu ändern, den Angriffsschwung zu nehmen sowie den frühzeitigen Einsatz seiner Räummittel zu provozieren. Minensperren wurden in der Regel freundwärtig für die eigene Truppe gekennzeichnet. Der Kampf mit Sperren spielt vor allem in den Operationsarten Verzögerungsgefecht und Verteidigung eine Rolle.

## Aufgaben der Pioniertruppe
Zu den Hauptaufgaben der Pioniertruppe gehören:
- Hemmen der Bewegungen des Feindes
  - Anlegen von Sperren
  - Vorbereitung und Auslösen von militärischen Lähmungen
- Fördern der Bewegungen eigener Truppen
  - Überwinden von Sperren
  - Überwinden von Geländehindernissen
  - Schaffen von Durchfahrten durch Geländehindernisse
  - Durchführen besonderer Tarn- und Täuschmaßnahmen

## Aufgaben von Pioniererkundungstrupps
Pioniererkundungstrupps haben den Auftrag:
- feindliche Sperren nach Art, Lage und Ausdehnung zu melden
- Ermittlung des Bedarfs an Kräften, Mitteln und Zeitfenster für das Öffnen der feindlichen Sperre
- Erkunden von Umgehungsmöglichkeiten
- Truppenführer der Kampftruppen die Möglichkeiten vorschlagen

## Definition von Sperren
Zu den von der Pioniertruppe angelegten Sperren werden folgende Arten gerechnet:
- Minensperren: Panzer- und Schützenabwehrminen
- Bausperren: Drahtsperren, Baumsperren, Barrikaden etc.
- Sprengsperren: Trichtersperren, Brückenzerstörungen und gezielte Zerstörung anderer Verkehrsanlagen und Bauwerke

## Hemmung von Panzerbewegungen

### Panzerminensperren
Zu dieser Thematik gehören das Anlegen und das Überwinden von Sperren. Sperren verstärken das Gelände und sie beeinflussen die Operationsführung auf beiden Seiten. Panzerpioniere haben die Möglichkeit, Minensperren durch das Anlegen
- Minenpfad mit Minenräumleiter
- Minengasse durch Minenräumgeräte

zu öffnen.

#### Minenpfad
Durch das Verschießen von Minenräumschnüre oder Minenräumleitern (en. MICLIC (mine-clearing line charge)) können Pioniere einen ca. 60 Zentimeter breiten Minenpfad in gegnerische Minenfelder schlagen. Dies kann auch manuell durch Minenräumtrupps der Kampfmittelräumkräfte der Pioniere geschehen.

#### Minengasse
Minengassen werden durch Minenräumgeräte geschaffen. Die Bundeswehr verwendete dazu überwiegend den Minenräumpanzer Keiler.

#### Einsatzgrundsätze Panzerpioniere (NATO) im Anlegen von Sperren
Das Zusammenwirken von Feuer, Sperren und Bewegungen gehört zu den Grundzügen der Verteidigung. Auf den Lagekarten, bzw. dem Sperrplan, sind sowohl Sperren als auch sperrfreie Räume eingezeichnet.
Die NATO-Truppe und die Bundeswehr hatten aufgrund ihrer defensiven Doktrin ihren Schwerpunkt eher im Anlegen von Minensperren und weniger im Räumen. Minensperren hatten ihre Hauptaufgabe im Sichern von Flanken, bestimmten Objekten, Schlüsselräumen, Verstärken von Geländeabschnitten (pionierverstärktes Gelände) und Auffangen von Angriffen. Verlegeminensperren (PzAbwVMi) mit begrenzter Wirkzeit wurden mit Minenverlegern, LKWs oder manuell offen oder verdeckt angelegt und waren in der Lage bestimmte Geländeabschnitte für eine längere Zeit zu sperren. Verlegeminensperren konnten mit Richtminensperren kombiniert werden, wobei sich letztere auf Engen, Lückenwege, Erhöhung der Räumresistenz durch mechanischer Minenräumung oder begrenzende Flächen konzentrierten.
Wurfminensperren spielten in der Verteidigungsplanung der NATO die größte Rolle. Die WuMiSpe konnten von der Raketenartillerie mit Mehrfachraketenwerfer LARS, MARS, den Heeresflieger bzw. Luftwaffe Bell UH-1D mit Werferbatterie, Jagdbomber Tornado mittels Mehrzweckwaffe 1 (MW-1) oder ab 1986 von der Pioniertruppe mit dem Minenwurfsystem Skorpion verschossen werden. Wurfminensperren und ihre Wirkzeit wurden vom Truppenführer angefordert, um einen gegnerischen Panzerdurchstoß zu verhindern. Wurfminensperren können vorgeplant sein, werden aber in der Praxis im Verlauf des Gefechtes lage- oder zielorientiert angelegt.
Minensperren wurden von Pionieren angelegt und der Kampftruppe anschließend zur Überwachung/Sicherung übergeben. Die Pioniere übergeben fertig geladene Sprengsperren im Zustand Zündbereitschaft Eins oder Zwei anhand eines Sprengbefehls.
Durch den Einsatz von Minenwerfern konnte der Verteidiger binnen 15 Minuten Wurfminensperren in kritischen und gefährdeten Geländeabschnitten schaffen, welche zuvor durch andere Verlegemethoden deutlich mehr Zeit in Anspruch genommen hätte. Ein einziger Minenwerfer hatte die achtfache Leistung einer Panzerpionierkompanie mit herkömmlicher Verlegeart. Es gab die Überlegung einer sogenannten „Sperr-Reserve“, um gefährdete Einbruchsabschnitte kurzfristig abriegeln zu können. Der Einsatz der Sperrmittel richtet sich nach den Anforderungen aus dem Operationsplan des Truppenführers Kampftruppe.
Die Bewertung der hohen nummerischen Überlegenheit des feindlichen Artilleriefeuers hatte dazu geführt, dass auf Übungen Sperren relativ dicht (ca. 400 Meter) vor die eigenen zu verteidigenden Stellungen gelegt wurden. Dahinter steckte die Überlegung, dass der Feind erst auf die Sperre trifft, wenn er seine Feuerwalze/Sperrfeuer bereits in die Tiefe des Verteidigungsraumes verlegt hatte. Ohne den Schutz der eigenen Artillerie wäre es mit hoher Wahrscheinlichkeit zu intensiven Feuerkämpfen zwischen Kampf- und Schützenpanzern gekommen. Beim Erstellen des Operationsplanes muss auch die Sperrplanung (Sperrplan Pioniere) eine besondere Beachtung finden, um keine wertvolle Sperrkapazität an „nutzlosen“ Geländeabschnitten einzusetzen. Eine ideale Sperre lag innerhalb der Hauptkampfentfernung der eigenen Waffen. Dabei muss die Sperrplanung insbesondere dem Gelände angepasst werden. Vor den Feldstellungen sollten gemischte wie reine Auffangminensperren aus Schützenabwehrminen dem unmittelbaren Schutz vor oder in den Flanken dienen. Man ging im Allgemeinen davon aus, dass sich die Linie des Absitzens (LA) etwa 400 Meter vor den Stellungen der Verteidiger befand. Dem Sturmlauf der abgesessenen Mot-Schützen folgten Kampf- und Schützenpanzer zur Überwachung und Feuerschutz. Allgemeines Ziel von Minensperren war, den Handlungsspielraum des Feindes einzuengen und das eigene Feuer besser zur Wirkung zu bringen. Hauptabsicht der Sperren im Gefecht der Verbundenen Waffen war es, Feindkräfte in bestimmte Räume zu lenken, in denen sie durch zusammengefasstes Feuer im Angriffsschwerpunkt, den Einsatz von PAH (BO 105 sowie A-10) oder durch Gegenangriffe hätten zerschlagen werden können.

#### Einsatzgrundsätze Panzerpioniere (Warschauer Pakt) im Überwinden und Räumen von Sperren
Der Pioniereinsatz beim Durchbruch durch eine feindliche Verteidigung wurde auf den Großmanövern des Warschauer Paktes regelmäßig geübt. Erkannte bzw. aufgeklärte Sperren werden markiert, gemeldet und nachfolgende Kräfte entsprechend gewarnt. Konnten aufgeklärte Minensperren nicht geräumt werden, so wurden sie von der angreifenden Kampftruppe umgangen. Für den Warschauer Pakt galt die Kampftruppenvorschrift „Angriff“: „Minensperren werden … umgangen oder nach Schaffen von Pfaden und Gassen überwunden“. Der Warschauer Pakt hatte folgendes militärische Großgerät zum mechanisch-pyrotechnischen Minenräumen und gewaltsamen Öffnen von Panzerminenfeldern zur Verfügung.
- Minenräumfahrzeug MTK-2 (BTR50U)  mit „aufgesetzter“ Minenräumleiter
- Minenräumfahrzeug UR-77 (MT-LBu) mit „aufgesetzter“ Minenräumleiter. Der UR77-Minenräumpanzer arbeitete mit einer Spreng- bzw. Schlauchladung mit Raketenantrieb. Die polnische Volksarmee benutzte ein WLWD-System als Gassensprenggerät für die Schaffung einer Minengasse von ca. fünf Metern Breite.

Diese Panzerfahrzeuge konnten auch unter ABC-Schutz eingesetzt werden und verschießen eine Leinenschlepprakete an einer sechs Meter breiten Leiter, welche über dem gegnerischen Minenfeld gezündet wurde und eine 80 bis 120 Meter lange Minengasse schaffen konnte. UR-77 und MTK-2 galten als wirksamste Räummittel des Warschauer Paktes. Pro Mot-Schützen- oder Panzerdivision waren vier bis acht Minenräumfahrzeuge im Einsatz.
Für Minengassen waren BMR3M, KMT-5 (neun KMT-5 pro PzRgt/drei KMT-5 pro MotSchtzRgt), KMT-6, KMT-7 und KMT-10 Minenroller im Einsatz. Diese konnten allerdings nur über die Breite der Roller (Kette links und rechts) räumen, jedoch nicht gegen Panzerabwehrminen, die unter der Fahrzeugwanne detonierten. Gegen Minen wie DM31-Panzerabwehrmine (induktiv Hohlladungsbildend), DM21 Panzerabwehrmine (Sprengwirkend) mit Knickzünder, AT2-Panzerabwehrwurfmine, AT1-Antipanzermine, sowie der „Mine Flach Flach“ (MIFF), die direkt unter dem Räumpanzer zündeten, waren sie nicht wirksam.
Den Landstreitkräften der NVA war diese Problematik bekannt und so wurde empfohlen eine Gestreckte Ladung hinter dem Räumpanzer mit Minenroller hinterherzuziehen. Sperren wurden grundsätzlich von der verteidigenden Truppe bewacht und so war anzunehmen, dass aufgeklärte Räumpanzer von der verteidigenden Panzerabwehr bevorzugt und schwerpunktmäßig mit PALR (Panzerabwehrlenkraketen) MILAN, HOT und TOW bekämpft wurden, um die Sperre so lange wie möglich aufrechtzuerhalten. Die Bundeswehr begegnete den feindlichen Minenräumpanzern mit DM12 Panzerabwehr-Richtminen zum Verstärken der Minenfeldränder beziehungsweise zur Verstärken der Räumresistenz. Der Nachteil von Kampfpanzern mit KTM5 oder KTM6-Vorsatz lag darin, dass sie ein hohes Gewicht besaßen, nur mit langsamer Fahrt arbeiten konnten und somit insgesamt ein leichtes Ziel für die gegnerische Panzerabwehr boten. Der Kampf gegen Räumpanzer hat eine ähnlich hohe Priorität wie die Bekämpfung von Führungs- und Flakpanzern.
Sollte eine Panzerkompanie ROT auf eine vorbereitete Panzerminensperre treffen, so war vorgesehen, dass der Kompaniechef der Panzerkompanie die zuständige ASB (Abteilung zur Sicherstellung der Bewegung) oder die SRA (Sperrenräumabteilung) anforderte, um eine Öffnung zu erzwingen.
Zu den Pionieraufgaben im Angriff, v. a. der 1. Staffel, gehörten:
- Pionieraufklärung und -erkundung
- Förderung der Bewegung der Angriffstruppen durch Überwinden von Sperren, Zerstörungen und natürlichen Hindernissen sowie durch Bau und Unterhaltung von Straßen und Wegen
- Anlegen von Sperren zum Schutz der Bewegungen der eigenen Angriffstruppen
- Tarnung

Ein ASB bestand typischerweise aus:
- Pionieraufklärungs- u. Sperrenräumtrupp
- Straßenbautrupp
- Brückenbautrupp
- Führungs- u. Sicherungstrupp

Der Trupp wurde i.d. Regel aus ein bis zwei Pioniergruppen (15 bis 20 Mann stark), einer ABC-Aufklärungsgruppe und meistens einer Mot-Schützengruppe verstärkt.
Zur Ausrüstung gehörten:
- Straßen-Minensuchgerät DIM
- ABC-Aufklärungsfahrzeug BRDM Rkh
- Minenräumgerät KMT-4 oder KMT-5
- Pionierpanzer IMR oder Kampfpanzer mit Räumschild BTU
- Brückenlegepanzer MTU-20
- Sprengmittel und Minenräumschnur

## Mögliche Abläufe im Gefecht
Vorderste Teile eines Angriffsverbandes und die unterstellte ASB treffen auf eine Minensperre. Zunächst wird das Minenräumgerät KMT-4, als Anbaugerät, eingesetzt, mit dem alle PzKp standardmäßig ausgestattet waren. Die Geschwindigkeit beim Räumen ist verlangsamt. Die in das Minenfeld fahrenden KMT-4-Kampfpanzer müssen von anderen Waffensystemen gesichert werden. Hierbei wird mit Feuerschutz und Nebel gearbeitet. Die geräumten Streifen fassen in etwa die Breite von Panzerketten, so dass sie nur von nachfolgenden Fahrzeugen mit gleicher Spurweite oder Kettenbreite befahren werden kann. Bei einer nächtlichen Operation wäre dies zu einer hochgefährlichen Aktion geworden. Für ein Kampftruppenbataillon der 1. Staffel müssen ca. sechs bis acht Spurgassen geräumt, idealerweise eine Spurgasse für jeden angreifenden Panzerzug. Nach Überwinden der Minensperre von der 1. Staffel, müssen die Pioniere die Gasse auf sechs bis acht Meter erweitern, um entsprechend Artillerie, Truppenluftabwehr, Panzerjäger und Nachschub nachführen zu können.
Angriff über feindliche Minensperren
„Im Angriff sind die gepanzerten Kampftruppen besonders durch Minensperren gefährdet.“ (Anweisung für Führung und Einsatz. AnwFE 700/108)
Wenn Minensperren nicht umgangen werden können, müssen sie durch die Kampftruppe oder Pioniere geöffnet werden. Dazu muss für eine bestimmte Zeit eine Minengasse von definierter Breite und Länge geschlagen werden.
Pioniere klären feindliche Sperren auf, markieren und öffnen diese. Die Kompanie der Kampftruppe meldet eine aufgeklärte feindliche Sperre zur Aufnahme in den Sperrplan. Damit der Räumeinsatz vollzogen werden kann, muss das feindliche Feuer ausgeschaltet werden.
Lage PzGrenBtl 161 am 020100Z OCT 86
PzGrenBrig 16 verteidigt am VRV entlang des ELK gegen aus Osten angreifenden Feind, der mit seiner zweiten DivStaffel (MotSchtzRgt BMP) am späten Abend des 01 OCT einen Einbruch nördlich HORNBEK erzielen konnte.
PzGrenBtl 161 ist kämpfend auf Stellung nordwestlich WOLTERSDORF zurückgegangen und hat dabei dem Feind schwere Verluste zugefügt.
PzGrenBtl 163 wehrte bisher alle Feindangriffe am VRV erfolgreich ab. SpähZg 16 mit unterstelltem PzJgZg sichert aus Stellung Nordrand GÜSTER die linke Flanke des PzGrenBtl 161 unter Ausnutzung von Auffangminensperren. Der vstk Spähzug wird von der PzBrig 16 unmittelbar geführt.
PzBtl 164 – BrigRes – hat den Auftrag eingebrochenen Feind am 020030Z zwischen GRAMBEK und GÖTTIN anzugreifen, rasch das ufernahe Kanalgelände zwischen GÜSTER und AUF DER HEIDE zu nehmen und zu verteidigen. Feuerschwerpunkt der Artillerie ab Angriffsbeginn bei PzGrenBtl 161.
BtlKdr hat im VfgR befohlen: Angriff im Keil, vstk PzKp voraus. Anmarsch auf zwei Marschstraßen, und ist mit seiner Beweglichen Befehlsstelle zum Fhr SpähZg 16 an den Nordrand GÜSTER vorausgefahren. Von ihm und von der Brigade erhält er Informationen, welche folgendes Lagebild ergeben:
- Vor Höhe xx 3 GMZ beim Anlegen von Minensperren erkannt, 1 GMZ abgeschossen, südlich HORNBEK Minensperren durch MotSchtz angelegt.
- 15 km ostwärts ELK Marschbewegungen gepanzerter Kräfte in Richtung Westen. Eigene Luftwaffe fliegt ab 011900Z Uhr BAI (Battle Air Interdiction) gegen diese Kräfte sowie gegen Kriegsbrücke SIEBENEICHEN.
Bemerkung zur Lage:
- Feindkräfte im Einbruchsabschnitt bis auf 40 % abgekämpft
- trockenes Herbstwetter bei klarer Sicht. Neumond. Raum zwischen BÜCHEN und BREITENFELDE trockenes Weideland, Waldgebiete und kleinere Ortschaften
- Minenlegegerät GMZ führt 200 Panzerabwehrminen mit. Verlegegeschwindigkeit 10 km/h
Funkgespräch von Kdr PzGrenBtl 161 Bwgl BefStelle an ZgFhr PzPi 220830Z Uhr: „Sperren beiderseits HORNBEK mit MiW gegen Pz ROT. Wirkzeit 3 Stunden. Einweisung am Ostausgang HORNBEK durch OrdOffz. Rest PzPiZg 2. Kp unterstellt.“ MdL unmittelbar von Kdr PzGrenBtl 161 Bwgl BefStelle an OrdOffz 220832Z Uhr: „Einweisen MiWe. Nach Legen Sperre. Übergabe an PzGrp. MiW danach PzPiZg folgen. Meldung über Auffangminensperre an Btl und linken Nachbarn.“
Funkgespräch von Kdr PzGrenBtl 161 Bwgl BefStelle an ZgFhr PzPi 220830Z Uhr: „Sperren beiderseits HORNBEK mit MiW gegen Pz ROT. Wirkzeit 3 Stunden. Einweisung am Ostausgang HORNBEK durch OrdOffz. Rest PzPiZg 2. Kp unterstellt.“ MdL unmittelbar von Kdr PzGrenBtl 161 Bwgl BefStelle an OrdOffz 220832Z Uhr: „Einweisen MiWe. Nach Legen Sperre. Übergabe an PzGrp. MiW danach PzPiZg folgen. Meldung über Auffangminensperre an Btl und linken Nachbarn.“
Übergabe und Übernahme von Sperren
- Vorerkundung und Vermessung der Sperre durch PiTr
- Pioniertruppe erhält vom Truppenführer Kampftruppe Auftrag zum Verlegen einer Minensperre
- Verbindungsaufnahme zwischen Pioniertruppe und Kampftruppe an der Sperre
- Meldung an BtlGefStd „Minensperre bei Planzeiger XY errichtet“
- im Funkverkehr Kommunikation von SperrNr./Deckname d. Sperre sowie Status ausgelöst/geschlossen
- Nach Errichtung Minensperre Einweisung durch Pioniere
- Übergabe/Übernahme der Sperrunterlagen[16] an Kampftruppe
- Vollzugsmeldung an Truppenführer Kampftruppe „Sperre bei Planzeiger XY übernommen“
- Verhalten der Kampftruppe gem. Sprengbefehl

Gegenangriff über Sperren
- Feindlage: 8. Gardearmee ROT hat Vormarsch durch MITTELFRANKEN weitergeführt, ist durch Verzögerungsgefechte weitgehend abgenutzt und sammelt sich für weitere Aufgaben im Bereich ANSBACH.
- Eigene Lage: PzBrig 29 „Südbaden-Hohenzollern“ soll Gegenangriff gegen Teile 8. Gardearmee an der Nahtstelle der 20. GdPzDiv und 20. GdMotSchtzDiv bei ROTHENBURG/TAUBER ausführen.

Dazu nimmt Angriffsverband BLAU (PzBrig 29) folgende Kräfteeinteilung vor:
| Truppenteil   | Tarnname  | Unterstellung                       | Abgaben            |
| ------------- | --------- | ----------------------------------- | ------------------ |
| PzBtl 294     | FAUST     | 2./PzGrenBtl 292 vier PzPiGrp (TPz) |                    |
| PzGrenBtl 292 | FALKE     |                                     | PzGrenBtl 292      |
| FArtBtl 295   | HAGEL     |                                     |                    |
| PzPiKp 290    | KURFÜRST  |                                     | vier PzPiGrp (TPz) |
| PzJgKp 290    | SARGNAGEL |                                     |                    |

Durchführung: verstärktes PzBtl 294 führt Angriff im Breitkeil an, vier PzPiGrp (TPz Fuchs), dem III. Zg/2./PzGrenBtl 292 an der Spitze für das Räumen von Sperren unterstellt.
Vorbefehl für Angriff: wo sind welche Sperren zu erwarten, was ist zu tun bei Feindauftritt, ist Feind überlegen und welche Ablauflinien hat er durchschritten?
- 01 1700 Z OCT 86 Ein SPz Marder fällt durch Auflaufen auf Minensperre aus.
  - Option 1 Feuerüberfall ROT: Feind eröffnet Feuer aus BK[17] SPz (25 mm) und KPz (125 mm). Entschluss Kdr 2./PzGrenBtl 292: „Nebel und Feuer. Alle Kettenteile rückwärts Marsch! Auftrag an FArtBtl 295 Deckungsfeuer „Niederhalten“ mit fünf Gruppen Spreng und drei Gruppen Nebel.“
  - Option 2 Feuer erwidern: SPz und KPz beziehen Stellung, zeitgleich Feuererwiderung, Absitzen und Entfalten Schützentrupps PzGren, zeitgleich fordert KpChef 2./-  soweit nicht schon durchgeführt Sperrfeuer an. Auslösen Sperrfeuer auf Feuerräume gemäß Feuerplan Artillerie: DONAU, RHEIN und NECKAR als Feuerwalze.

KpChef 2./- weist Pionierkräfte über Funk an:
„FAUST an alle Minensperre/Drahtsperre von eigener Stellung über Freifläche bei Kusselgruppe 200 m links von Kreuzung Straße L1022 und AN6 vor SCHNEPFENDORF, Feind bei BRUNDORF, Stellung beziehen, Feuer erwidern, Feind niederhalten/Trennung HAGEL Nebelwand für 15 Min bei QUERWALD sofort/Trennung KURFÜRST (PzPi) Sperre unter Sicherung PzGren öffnen auf mein Zeichen. Trennung, FALKE (PzGren) überwacht das Vorgehen der Pioniere, auf erkannten Feind Feuer frei/Trennung, SARGNAGEL (PzJg) sichert linke und rechte Flanke und wehrt Gegenstöße ab. Nach Öffnen Sperre durchstoßen FAUST und FALKE Sperre und werfen Feind/Trennung, SARGNAGEL überwacht Vorgehen. Ende.“
Dabei gilt als Grundsatz, dass sich der Führer Pioniere in unmittelbarer Nähe des Führers Kampftruppe aufhält. Die Durchführung der Einzelaufträge richtet sich nach Standort der aufgeklärten Feindkräfte, Feindstärke, Gelände, Witterungsverhältnisse und weiterer Variablen.
Funkmeldungen Kampftruppe an Pioniere: „KURFÜRST hier FAUST Minensperre/Drahtsperre von eigener Stellung über Freifläche bei Kusselgruppe 200 m links von Kreuzung Straße L1022/AN6 absitzen. Verbindungsaufnahme mit FALKE-2. Drahtsperre öffnen. Fertigmeldung an mich. Ende.“
Kampfggespräch PiGrp vor dem Absitzen aus dem TPz Fuchs: „Männer herhören, Minensperre/Drahtsperre vor eigener Stellung über Freifläche bei Kusselgruppe 200 m links von Kreuzung L1022/AN6. Wir öffnen Drahtsperre, Verbindungsaufnahme mit FALKE-2. Es gehen mit: Pioniere 1,2,3, 4. Pionier 3 mit drei Sprengrohren. Pionier 2 mit vier 4 SKZ (Leitfeuerzündung) und Pionier 1 mit zwei Nebeltöpfen. Stellv, Pionier 4, Durchführung überwachen und bei Ausfall PiGrpFhr Auftrag übernehmen. Absitzen!“
1. Vorgehensweise beim Räumen einer Drahtsperre: PzPi gehen mit abgesessenen PzGren auf Sperre zu. Überschlagendes Vorgehen mit Deckungsfeuer SPz Marder und Öffnen der Sperre durch PzPi mittels Sprengrohr oder gestreckter Ladung.
2. Vorgehensweise beim Räumen einer Minensperre: Anforderung Minenräumpanzer Keiler, welcher sich so weit in der Nähe der Kampftruppen aufhält, dass er etwa fünf bis 10 Minuten einsatzbereit ist. Minenräumpanzer Keiler wird von PiFhr oder Stellv über Lückenwege zur Sperre zeitnah in seinen Auftrag eingewiesen.

## Hemmung von Infanteriebewegungen
Infanteristische Angriffe können durch den Einsatz von Drahtsperren, Stolperdrahtsperren, S-Rollensperren, Spanische Reiter, Verdrahtungen, S-Rollensperre in unterirdischen Anlagen, Flandernzäune und Flächendrahtsperren nachhaltig verlangsamt und behindert werden. Die Anwendung von Sprengfallen (en. „Booby Traps“) sind auf westlicher Seite verboten.

### Drahtsperren
Drahtsperren dienen zum Verstärken eigener Stellungen oder Objektschutz gegen angreifende Infanterie. Bei entsprechender Tiefe können sie jedoch auch Rad- und Kettenfahrzeuge zum Stehen bringen.

#### Stolperdrahtsperre
Bis zu einer gewissen Höhe der Bodenbedeckung kann mit Stolperdrahtsperren gearbeitet werden, welche abgesessene angreifende Kräfte überrascht, ihre Bewegung behindert und den Angriffsschwung bricht. Stolperdrahtsperren in ca. 10 bis 15 Zentimeter Höhe über dem Boden werden von angespitzten Pfählen gefestigt und ihre Schnittfläche ist abgetarnt. Mit relativ einfachem Material- und Zeitaufwand kann so ein effizienter Schutz gegenüber der unbemerkten Annäherung von feindlicher Infanteristen (Mot-Schützen) erreicht werden. Drahtsperren sollten außerhalb der Handgranatenwurfweite des Feindes liegen.

#### S-Rollensperre
Mehrfach ausgelegte und mehrlagige S-Rollensperren, die mit Erdnägeln befestigt werden, eignen sich an unübersichtlichen Engstellen, Durchfahrten in andere Sperren und im Ortskampf in Treppenhäusern und Fluren, um das Vorgehen abgesessener Kräfte nachhaltig zu behindern. Die Sperrwirkung kann durch das Anlegen von Sprengladungen (versteckte Ladungen, Handgranaten oder Sprengmittel) erhöht werden, die ausgelöst werden, wenn die angreifende Truppe versucht, die Drahtsperre zu überwinden oder einzureißen. Leuchtsprengkörper wirken im Alarmfall, wenn abgesessener Feind bei Dunkelheit versucht, die Drahtsperre zu überwinden. Weiterhin ist die Sperrwirkung dann am stärksten, wenn mehrere, verschiedenartige Drahtsperren aus Bandstacheldraht oder S-Rollen hintereinander in die Tiefe wirken.

#### Spanische Reiter
Spanische Reiter sind Barrieren aus Kreuzen, Stangen und Drahtverhau, die üblicherweise auf Straßen und Wegen eingesetzt werden, um die Durchfahrt von Fahrzeugen zu sperren.

#### Verdrahtung
Verdrahtungen haben den Zweck, eigene Stellungen in Wald- und Kusselgelände oder an Ortsrändern zu verstärken. Ähnlich wie beim Stolperdraht kann der Banddraht durch den Bodenbewuchs getarnt sein. Der Banddraht kann in geringer Höhe um Baumstämme gewickelt werden und schützt so vor unbemerkter Annäherung an die eigene Stellung.

#### Flandernzaun
Flandernzäune sind Flächendrahtsperren, die bereits im Grabenkrieg des Ersten Weltkrieges, vor allem in den Materialschlachten der Westfront, zur Anwendung kamen. Sie bestehen aus Pfählen und netzartig aufgespanntem Stacheldraht. Flandernzäune sind tief gestaffelt in Zick-Zack-Form oder überlappend sehr effizient gegenüber feindlichen Fahrzeugen und abgesessenen Mot-Schützen. Drei hintereinander zusammenhängend gebaute Flandernzäune ergeben eine relativ hohe Sperrwirkung.

### Überwinden von Drahtsperren
Kampftruppen versuchen Drahtsperren, insbesondere S-Rollensperren, traditionell durch das Zusammenwirken von drei Mann zu überwinden. Zwei Soldaten biegen den Draht in eine Position, so dass ein dritter, auf dem Rücken liegender, Soldat ihn mit der Drahtschere durchschneiden kann. Dies geschieht häufig unter Feuerschutz und bei Dunkelheit oder schlechten Sichtverhältnissen sowie unter Einsatz von Nebelgranaten.
Eine andere Möglichkeit ist, die Verwendung mit Kampf- und Sprengmitteln mit gestreckten Ladungen oder Sprengrohren eine Gasse in die Drahtsperre zu sprengen, um angreifender Infanterie weitere Bewegungen durch die Lücke zu ermöglichen. Das Sprengrohr ist eine vorgefertigte gestreckte Ladung. Sie werden mit Leitfeuerzündung oder elektrischer Zündung gezündet. Für breite Gassen einer Drahtsperre werden mehrere Sprengrohre nebeneinander benötigt.
Obwohl die Kampftruppe die manuelle Art Drahtsperren mit Drahtsperren zu öffnen übt, gehört dies zu den Aufträgen der Pioniere oder dem eines Sprengtrupps durch Einsatz von Sprengrohr/DM51 oder DM61 (mit Sprengstoff gefülltes Metallrohr), gestreckter Ladung (mehrere Sprengkörper 100 g oder 200 g TNT hintereinander z. B. auf einem Brett angebracht) oder die Minenräumleiter 80.

## Minenarten (WK II, Kalter Krieg)

### Bundeswehr
- AT-1 Wurfmine der Firma Dynamit Nobel
- AT-2 Wurfmine der Firma Dynamit Nobel
- DM-12 PARM, Panzer-Abwehr-Richt-Mine, ab 1988 im Einsatz
- DM-11 A/P, amagnetische/metalllose Schützenabwehrmine/Antipersonenmine mit Druckauslösung[22]
- DM-11 A/T, fast metalllose Panzerabwehrmine mit Druckauslösung[23]
- DM-21 Panzerabwehrverlegemine 1 Generation mit grasähnlicher Beflockung (mit Druck -/und oder Zügzunder bzw. Knickzünder)
- DM-31, Springmine. Schützenabwehrverlegemine der Bundeswehr, wurde aufgrund der Ottawa-Konvention zwischen 1995 und Ende 1998 ausgesondert.
- DM-31 (Lizenzbau der FFV 028) Panzerabwehrmine 2. Generation mit induktivem Zündsystem
- MON-50 (Übernahme aus NVA-Beständen)
- MS-3 (Übernahme aus NVA-Beständen)

#### Streuminen
Ausstoß durch Mehrzweckwaffe 1 (Tornado)
- MIFF (Submunitionsmine 2. Generation) Panzerabwehrmine
- MUSPA (Submunitionsmine 2. Generation)  vorgesehen um Straßen und Kolonnenwege zu verminen
- MUSA (Submunitionsmine 2. Generation) vorgesehen um Startbahnen zu verminen

### Wehrmacht (WKII)
- Riegelmine 43, Panzermine (WK II)
- Riegelmine 44, Panzermine (WK II)
- S-Mine, Springmine (WK II)
- Schützenmine 42, Antipersonenmine aus Holz (WK II)
- Tellermine 29, Panzermine (WK II)
- Tellermine 35, Panzermine (WK II)
- Tellermine 35 (Stahl), Panzermine (WK II)
- Tellermine 42, Panzermine (WK II)
- Tellermine 43, Panzermine (WK II)
- Topfmine, Panzermine (WK II)
- M43 Stockmine (WK II)
- Glasmine 43, Antipersonenmine aus Glas (WK II)

### US-Army
- M2 Antipersonenmine (WK II)
- M3 Antipersonenmine (WK II)
- M14 Antipersonenmine, in den 1950er Jahren eingeführt
- M16 Antipersonen-Springmine, primäre Antipersonenmine der US-Streitkräfte der 1950er Jahre
- M18 Claymore Antipersonen gerichtete Splitterladung, während des Koreakrieges entwickelt
- M93 Hornet moderne Panzerabwehrmine

### Sowjetarmee, Warschauer Pakt und NVA
- MON-Minen: MON-50, MON-90, MON-100 und MON-200, Antipersonenminen mit Richtwirkung, ähnlich der US-amerikanischen Claymore
- OSM-Minen: „Froschminen“, OZM-3, OZM-4 und OZM-72 Antipersonenminen, Springminen mit Splitterwirkung
- PFM-1 Antipersonenmine, „Schmetterlingsmine“/„Green Parrot“ (Submunitionsmine)
- PMD-6 rechteckige Antipersonenmine aus Holz
- PMN-Minen: PMN-1 und PMN-2, Antipersonen-Sprengminen
- POM-1 und POM-2 Antipersonenmine zur Fernverminung
- PGMDM Panzermine zur Fernverminung, auch bekannt als PTM-1
- PTM-3 Panzermine mit Magnetzünder
- TM-35 bis TM-89 Panzerminen
- PPM-2, Antipersonenmine, „Infanteriemine“ mit piezoelektrischem Druckzünder, für Ausbildungszwecke der Grenztruppen (NVA)